# Stadtgliederung Marburgs
Die Stadt Marburg setzt sich aus der Kernstadt sowie 18 äußeren Stadtteilen mit eigenem Ortsbeirat zusammen. Diese Stadtteile waren bis in die 1970er Jahre selbständig und wurden in der Gebietsreform in Hessen eingemeindet. Die Kernstadt ist in 15 Innenstadtbezirke unterteilt, die über 7 weitere Ortsbeiräte verfügen. Das bis 1931 selbstständige Ockershausen (nebst Stadtwald) und der erst in den Jahren ab 1963 erschlossene Richtsberg (Oberer und Unterer) verfügen mindestens seit 1993 über einen Ortsbeirat, am 22. Oktober 2015 wurden überdies Ortsbeiräte für die vier inneren Kernstadtbezirke Altstadt, Campusviertel, Weidenhausen (eingemeindet 1929) und Südviertel sowie für das Waldtal im Nordosten der Kernstadt eingerichtet.

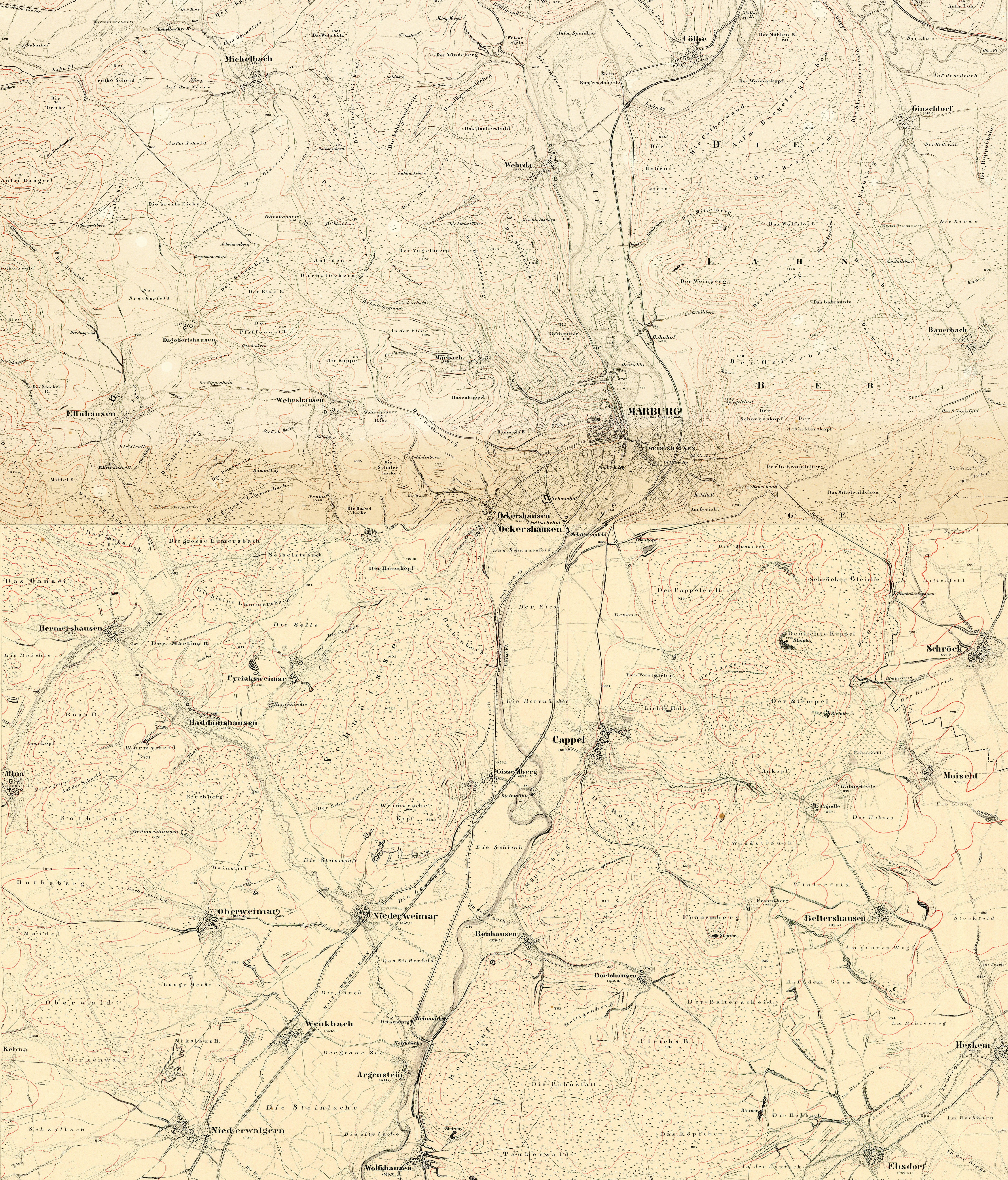
Topographische Karte von Marburg und Umgebung von 1857

## Stadtbezirke
→ Siehe auch: Liste der statistischen Stadtbezirke von Marburg
Die nachfolgend genannten Einwohnerzahlen beziehen sich auf den 31. Dezember 2020.

### Kernstadt
| Im Folgenden werden die Stadftteile Wehrda, Marbach und Cappel, an die die Innenstadt herangewachsen ist und die auch im öffentlichen Nahverkehr eng getaktet angeschlossen sind, zur Kernstadt gezählt. Die Einwohnerzahlen entsprechen nicht exakt den eigentlichen Stadtteilen: So umfasst das statistische Nordviertel große Teile des Ortenbergs, der Bezirk Hansenhaus kleine Teile von dessen südlicher Erweiterung (sowie das eigentlich zu Weidenhausen gehörende Kleinviertel Bei St. Jost) sowie den Osten des Stadtteils Glaskopf, der das Südbahnhofviertel mit umfasst. Die östlichen Stadtteile liegen eigentlich komplett östlich der Bahngleise, reichen aber statistisch im Ortenberg über sie hinaus (UB, PhilFak und Schülerpark). Der Bezirk Grassenberg umfasst, neben dem eigentlichen Grassenberg, das Schlossbergviertel. Die Innenstadtbezirke Marburgs sind (Zuordnung der Straßen zu ihnen siehe Listenartikel): \| Westliche Kernstadt (12.345) - Grassenberg (2.856) - Marbach (3.367) - Ockershausen (4.580) - Stadtwald (1.542) \| Nördliche Kernstadt (10.776): - Wehrda (5.873) - Nordviertel (4.903) Innere Kernstadt (15.573) - Altstadt (4.146) - Campusviertel (2.406) - Weidenhausen (1.540) - Südviertel (7.481) \| Östliche Kernstadt (9.207) - Waldtal (1.388) - Ortenberg (2.901) - Lahnberge (15) Südliche Kernstadt (21.538) - Südbahnhof (1.150) - Hansenhaus (5.201) - Oberer Richtsberg (5.869) - Unterer Richtsberg (2.446) - Cappel (6.872) \| Von (in dieser Statistik) 76.674 Einwohnern Marburgs zählt die nominelle Kernstadt 48.424 Einwohner, das um Cappel, Wehrda und Marbach ergänzte innere Stadtgebiet 64.536, während auf die dörflichen Außenstadtteile 12.138 Einwohner entfallen: | | |
| Westliche Kernstadt (12.345) - Grassenberg (2.856) - Marbach (3.367) - Ockershausen (4.580) - Stadtwald (1.542) | Nördliche Kernstadt (10.776): - Wehrda (5.873) - Nordviertel (4.903) Innere Kernstadt (15.573) - Altstadt (4.146) - Campusviertel (2.406) - Weidenhausen (1.540) - Südviertel (7.481) | Östliche Kernstadt (9.207) - Waldtal (1.388) - Ortenberg (2.901) - Lahnberge (15) Südliche Kernstadt (21.538) - Südbahnhof (1.150) - Hansenhaus (5.201) - Oberer Richtsberg (5.869) - Unterer Richtsberg (2.446) - Cappel (6.872) |

### Außenstadtteile
| Im Folgenden werden die dörflichen Außenstadtteile Marburgs und die erweiterte Kernstadt insgesamt topographisch geordnet aufgeführt: - Die linke Spalte zieht sich, bis auf Dilschhausen (Damshäuser Kuppen), von Nord nach Süd durch die Elnhausen-Michelbacher Senke. - Die halblinke Spalte folgt ebenfalls der Senke, zieht sich jedoch nach Osten bis zum Westhang des Marburger Rückens. - Die halbrechte Spalte zieht sich vom Osthang des Rückens über die Marburger Lahntalsenke bis zum Westhang der Lahnberge. - Die rechte Spalte liegt am Osthang der Lahnberge zum Amöneburger Becken. Folgendermaßen verteilen sich die Stadtteile entlang der skizzierten Linien: \| - Dilschhausen (169) - Elnhausen (1.058) - Hermershausen (391) - Haddamshausen (501) \| - Michelbach (2.147) - Dagobertshausen (362) - Wehrshausen (678) - Cyriaxweimar (547) \| - Kernstadt - Gisselberg (883) - Ronhausen (210) - Bortshausen (229) \| - Ginseldorf (724) - Bauerbach (1.361) - Schröck (1.757) - Moischt (1.121) \| |                                                                                       |                                                                      |                                                                            |
| - Dilschhausen (169) - Elnhausen (1.058) - Hermershausen (391) - Haddamshausen (501) | - Michelbach (2.147) - Dagobertshausen (362) - Wehrshausen (678) - Cyriaxweimar (547) | - Kernstadt - Gisselberg (883) - Ronhausen (210) - Bortshausen (229) | - Ginseldorf (724) - Bauerbach (1.361) - Schröck (1.757) - Moischt (1.121) |

## Stadtteilgemeinden
Neben der „offiziellen“ bzw. statistischen Gliederung der Kernstadt, die sich nicht immer an die Grenzen von historischen und gewachsenen Stadtteilen hält, haben sich die Stadtteile in sogenannten Stadtteilgemeinden, die als Heimatvereine ehrenamtlich auf die Entwicklung der Stadtteile einwirken, organisiert. Außer der Organisation von Veranstaltungen in den verschiedensten Bereichen nehmen diese Vereine an Planungen teil oder beteiligen sich mit Eigenleistungen an der Stadtteilentwicklung wie dem Bau von Kinderspielplätzen oder Kleingärten. Die Stadtteilgemeinden heißen (in Klammern jeweils Gründungsjahr und Anzahl der Mitglieder 2013):
| Westlich der Bahngleise: - Afföllergemeide (1951; 382) - Ketzerbachgemeinschaft (1859/1927/1971; 486) - Oberstadtgemeinde (1951; 140) - Weidenhäuser Erlengrabengesellschaft (1810; ink. Bürgergarde rund 250) - Südstadtgemeinde (Südviertelgemeinde bis in die 1950er/1993; 150) - Vereinsgemeinschaft Ockershausen (1966/1975) - Tannenberggemeinschaft (Stadtwaldviertel; 1981) | Östlich der Bahngleise: - Waldtalgemeinde (1974; 81) - Ortenberggesellschaft (1979; ca. 450) - Zahlbachgemeinde (1986; ca. 30) - Glaskopfgemeinde (mit Südbahnhof; 1955; 54 – offenbar nach 2015 aufgelöst) - Hansenhaus (1934; über 400) - Richtsberggemeinde (1971; knapp 500) - Siedlergemeinde Badestube (Hinterer Richtsberg; 1967; ca. 100) |

Die Stadtteilgemeinden sind in der Regel in ihren Satzungen genau voneinander abgegrenzt und umfassen zusammen die gesamte Kernstadt. Allerdings ist z. B. die Mitgliedschaft in der Ketzerbachgemeinde nicht an eine spezielle Wohnadresse gebunden; theoretisch wäre diese Gemeinde neben der unteren Altstadt und dem eigentlichen Grassenberg auch „zuständig“ für den Wehrdaer Weg sowie Klinik- und Campusviertel bis hin zur Wilhelm-Röpke-Straße, die zum statistischen Bezirk Ortenberg gezählt wird.

## Die Stadtteile im Einzelnen
Nachfolgend werden die inneren Marburger Stadtteile, etwas abweichend von den statistischen Bezirken, in ihrer Genese und Struktur beschrieben. Die nominellen Außenstadtteile Wehrda, Marbach und Cappel, an die die Kernstadt herangewachsen ist und die im Nahverkehr eng getaktete Anbindung zur Innenstadt haben, werden hierbei mit einbezogen. Die inneren und nördlichen Stadtteile liegen westlich und die östlichen Stadtteile fast komplett östlich der Bahntrasse, im Süden zumindest östlich der Lahn, während die westlichen Stadtteile komplett westlich der Lahn liegen.

### Innere Kernstadt

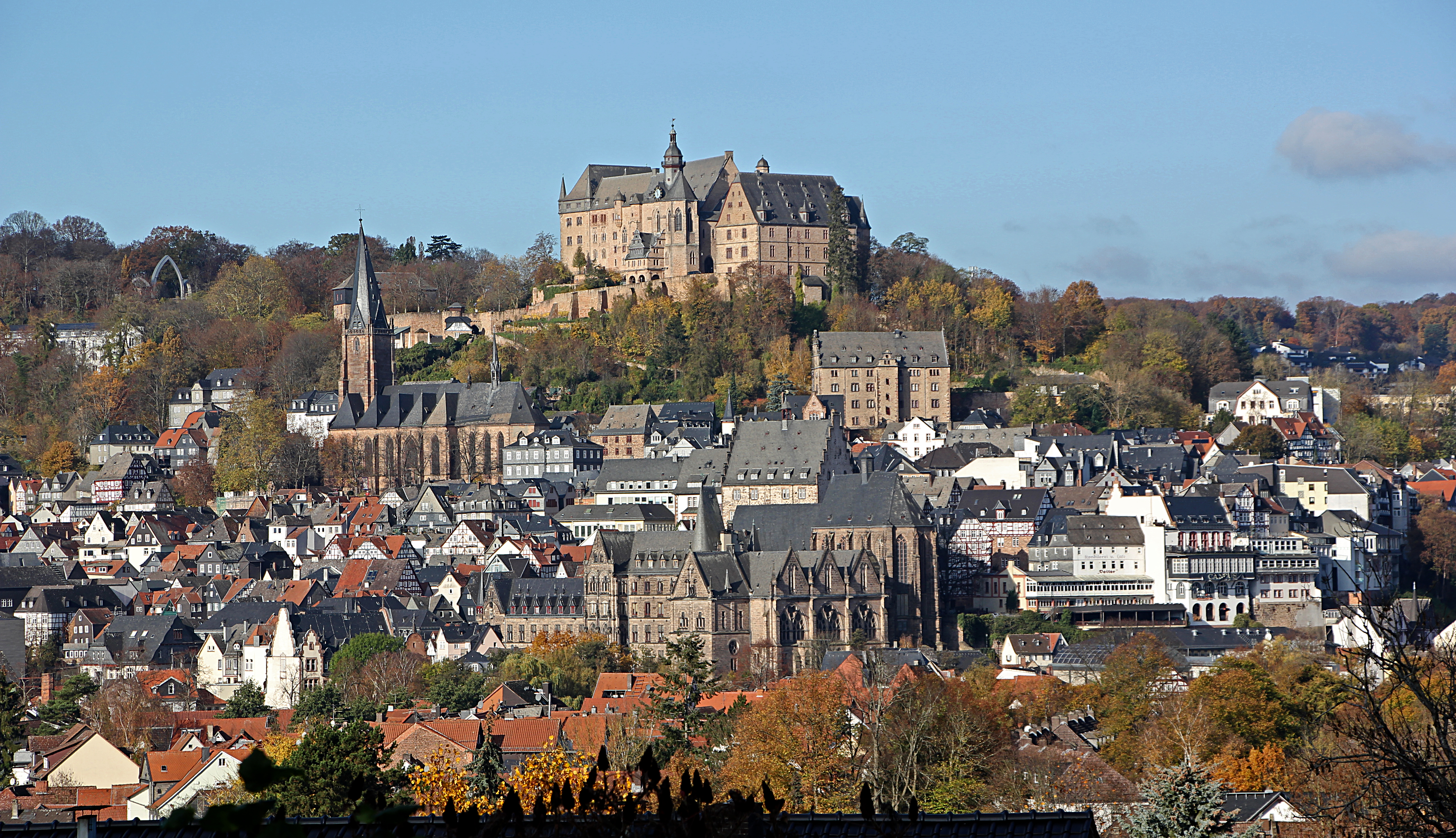
Die Oberstadt mit der Alten Uni unten im Vordergrund; in mittlerer Höhe Lutherkirche, Rathaus (tiefer), Alter Kanzlei (höher) und der Grüneisen-Villa am FB Physik; ganz oben das Schloss

Der statistischen Aufteilung der inneren Kernstadt nördlich des Rudolfsplatzes in Altstadt und Campusviertel stehen die landläufigen Bezeichnungen Oberstadt und Unterstadt entgegen, wobei die Grenzen der Unterstadt nur vage gefasst sind. Irreführend sind die Bezeichnungen insofern, als Teile der Altstadt im Wortsinne auch im Nordosten des Südviertels liegen (Am Grün) und Weidenhausen umfassen. Statistisch werden ein paar Straßen, die nur von Straßen der Altstadt aus erreichbar sind und ebenfalls zur alten Bebauung zählen (Leckergäßchen, Götzenhainweg, Hainweg), nominell zum (westlich angrenzenden) Bezirk Grassenberg gezählt.

#### Altstadt

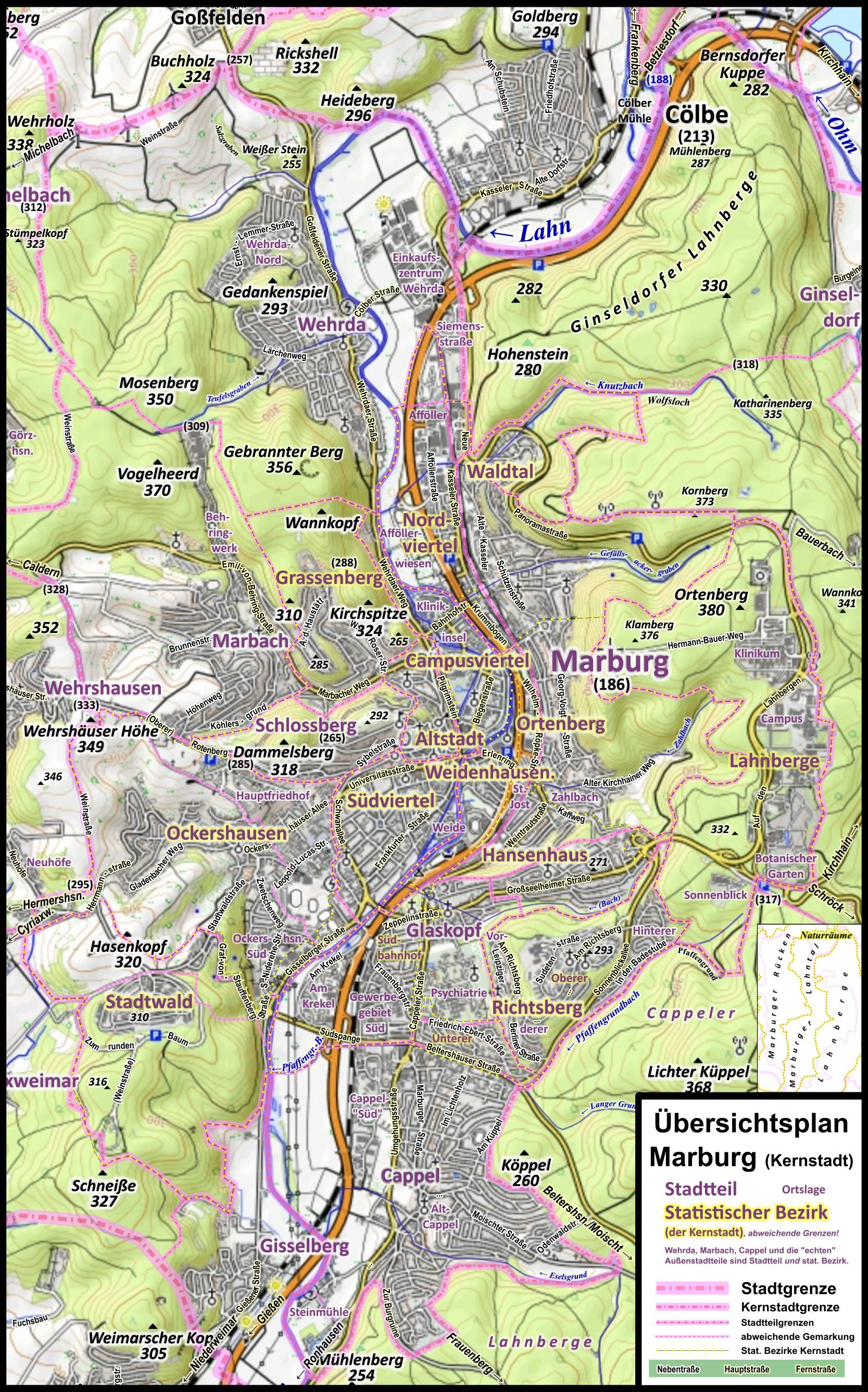
Stadtteile und statistische Bezirke der erweiterten Kernstadt mit der Marburger Altstadt

Der Bezirk Altstadt besteht in der Hauptsache aus der etwa unmittelbar westlich des steil aufragenden Schlosses abgeschnittenen Oberstadt und dem flachgründigen Gebiet zwischen der Ketzerbach mit der Alten Anatomie (langzeitlich Physiologisches Institut, ab ca. 2022 Institut für Politikwissenschaften) am Nordrand und der Elisabethstraße nebst Elisabethkirche (statistisch aber ohne Deutsches Haus); überdies gehören der Südhang des Weinbergs mit dem Michelchen und die die Oberstadt von Osten flankierende Straße Pilgrimstein dazu. In der Oberstadt liegen der Fachbereich Physik mit alter Sternwarte und Grüneisen-Villa, die Neue Kanzlei mit der Religionskundlichen Sammlung, die Lutherkirche, die Kugelkirche, das Rathaus, die Kilianskapelle und, am Südostrand, die Alte Uni mit dem Fachbereich Theologie. Steilste vermessene Straße der Oberstadt ist die von Richtung Rathaus zum Schloss führende Landgraf-Philipp-Straße mit bis zu 25,7 % Steigung.
Per Zuordnung nach Straßen werden alle Gebäude an der Ostseite des Pilgrimstein statistisch zur Altstadt gezählt, obwohl die meisten erst in späteren Bebauungsphasen entstanden sind. Zur Altstadt gehörte im Wortsinne das 1886 abgerissene Elisabeth-Hospital, von dem nur noch die Ruine des Kapellenanbaus erhalten ist. Ihr Ersatzbau, das Physiologische Institut, wird per nomineller Lage an der Deutschhausstraße zum Campusviertel gezählt. Unmittelbar südlich des Hospitals waren zwischen 1857 und 1875 die Alte Chirurgische Klinik, heute Institut für Schulpädagogik, sowie, etwas weiter südlich, die inzwischen für den neuen Campus abgerissene Frauenklinik errichtet worden. Da östlich und südlich von Deutschhaus, E-Kirche, Physiologie und Alter Chirurgie inzwischen alle älteren Gebäude abgerissen sind, darunter auch Teile des früheren Deutschhofs, kann man heute, neben den beiden erstgenannten Gebäuden, maximal die beiden Zweitgenannten zur Altstadt zählen. Überdies gehören die Stützmauer des Botanischen Gartens (erbaut 1811–14) und die Herrenmühle (Nr. 36) an der Weidenhäuser Brücke und gegenüber der Alten Uni im Wortsinn dazu.

#### Campusviertel

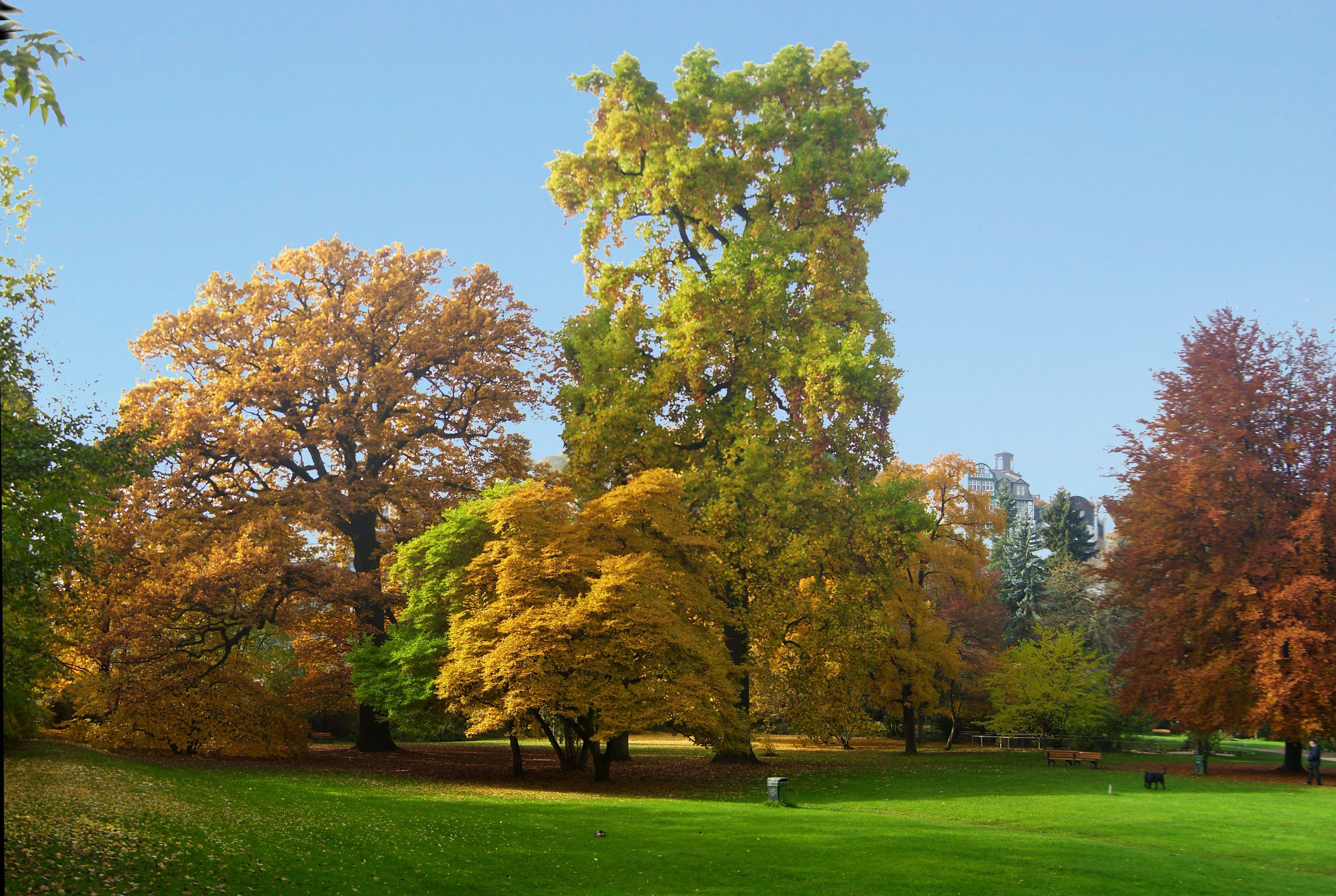
Der Alte Botanische Garten im Inneren Campusviertel mit alter Traubeneiche und dem 38 m hohen Tulpenbaum; rechts im Hintergrund die alte Sternwarte am FB Physik in der Oberstadt

Das Campusviertel hieß bis 2010 Klinikviertel und enthält neben dem Klinikviertel im engeren Sinne mit den innerstädtischen Kliniken auf der Lahninsel auch das von Osten durch einen Lahnbogen gerahmte, sich südlich anschließende Viertel mit Deutschem Haus, neuer Universitätsbibliothek, Altem Botanischem Garten, Hörsaalgebäude, Studiensekretariat, Stadthalle (Erwin-Piscator-Haus), Kunstgebäude, St. Peter und Paul, Martin-Luther-Schule und dem sogenannten Biegeneck nebst Einkaufszentrum Lahncenter. Vom eigentlichen „Campus“ der Universität statistisch nicht zum Viertel gehören die durch die Lahn abgetrennten Bereiche um die Mensa (zu Weidenhausen) und, jenseits der B 3a, um die PhilFak (zum Ortenberg). Links (östlich) der Lahn ragt, rein nach statistischer Zuordnung, der Ostabschnitt der Bahnhofstraße nebst Hauptbahnhof noch halbinselförmig vom Campusviertel ins Nordviertel. Nach Nordnordwesten enthält das Viertel den kompletten Wehrdaer Weg unmittelbar westlich der Lahn, der jenseits der Klinikinsel nur an der Westseite bebaut ist – sieht man von Teilen der alten Deutschhausmühle (St. Elisabethmühle) ab.

#### Weidenhausen
Das östlich der Lahn gelegene Weidenhausen mutet wie ein wohlabgegrenztes Dorf inmitten der Innenstadt an. Nordöstlich des Dorfes liegen Mensa, Feuerwehr und das Einkaufszentrum Erlenring-Center, im Süden schließen sich Jugendherberge, Universitätsstadion, das Schwimmbad Aquamar und ein Campingplatz an.
Die Weidenhäuser Straße setzte früher unmittelbar die untere Oberstadtstraße Untergasse/Lahntor fort und verzweigte sich dann unmittelbar vor der Kapelle St. Jost in den Alten Kirchhauner Weg und den Kaffweg, von dem im alten Verlauf die Cappeler Straße abzweigte und erst nördlich des heutigen Standorts der Reichweinschule die Gleise überquerte. Durch den Bau der B 3a ist die Kleinsiedlung an der Straße Bei St. Jost, die Basis der früheren Cappeler Straße, heute eine dreieckige Siedlungshalbinsel. Sie gehört zum statistischen Bezirk Hansenhaus, jedoch zur Stadtteilgemeinde Weidenhausen.

#### Südviertel

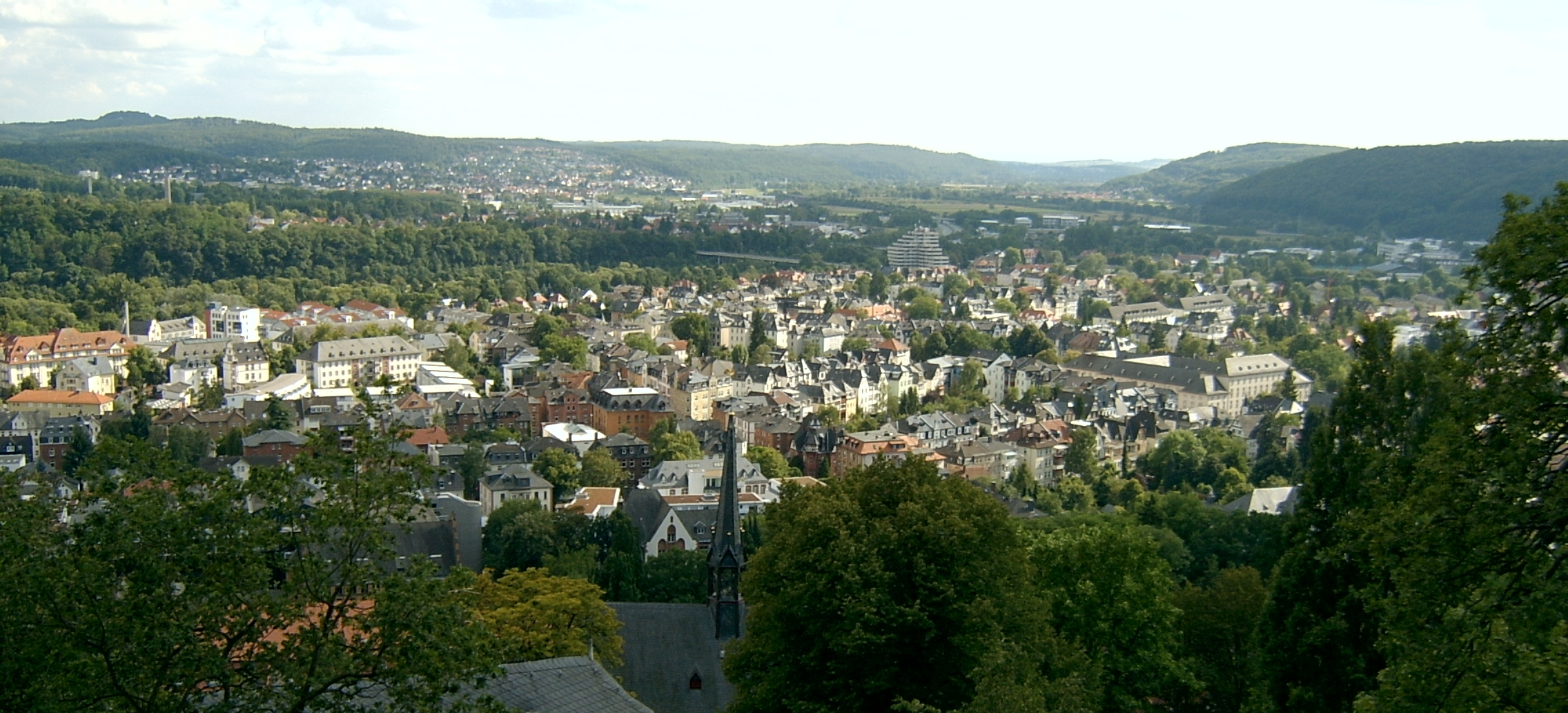
Blick vom Schloss auf das Südviertel mit der hinaus führenden Konrad-Adenauer-Brücke (mittig im Hintergrund) dem Affenfelsen (rechts davon) und dem Staatsarchiv (rechts)

Das in der Hauptsache von der Lahn im Südosten, der Universitätsstraße im Norden und der Schwanallee mit dem Schwanhof im Westen abgegrenzte, größtenteils von 1875 bis 1910, also während der Gründerzeit, entstandene Südviertel weist von allen Teilen der inneren Kernstadt den städtischsten Charakter auf, was sich auch in der üblichen Geschosshöhe und -anzahl manifestiert. Im Südviertel befindet sich neben dem im westlichen Norden gelegenen Amts- und Landgericht auch das zentral gelegene Hessische Staatsarchiv. Gebäude der Universität finden sich an der Nordseite (Sinologie, Landgrafenhaus – Jura) wie der Südseite (Savignyhaus – Jura) der Universitätsstraße sowie im Osten des Viertels (Psychologie). An der Südspitze des Viertels liegt das bei Kunsthistorikern aus städtebaulichen Gründen wenig beliebte, 14-stöckige Hochhaus Affenfelsen. Im Kontrast dazu stehen die ältesten Gebäude des Viertels im äußersten Nordosten, an der Basis der Straße Am Grün.
Im Nordwesten erreicht das Südviertel in der Straße Barfüßer Tor jenseits der Universitätsstraße Höhenlagen am Fuße der Oberstadt. Im äußersten Osten des Viertels liegt die Lahninsel Auf der Weide mit der Grüner Mühle im Norden, im Südwesten ragt das Viertel mit den Straßen Schwanhof und Teichwiesenweg etwas über die Schwanallee hinaus. Rein nominell, per Lage an der Gisselberger Straße, gehören deutlich südwestlich des Viertels auch Autohäuser im Gewerbegebiet Ockershausen-Süd zum Stadtbezirk; das Viertel schließt jedoch eigentlich an der Schützenpfuhlbrücke ab, die es früher direkt mit dem Südbahnhof verband.

### Nördliche Kernstadt und Wehrda
Obgleich Wehrda und das Nordviertel in ihren Gewerbegebieten fließend ineinander übergehen, sind ihre Hauptwohngebiete deutlich voneinander getrennt und nur über die Nord-Süd-Achse Wehrdaer Straße/Weg plus die kürzere West-Ost-Achse Bahnhofstraße, um Campusviertel, bewohntermaßen miteinander verbunden.

#### Wehrda

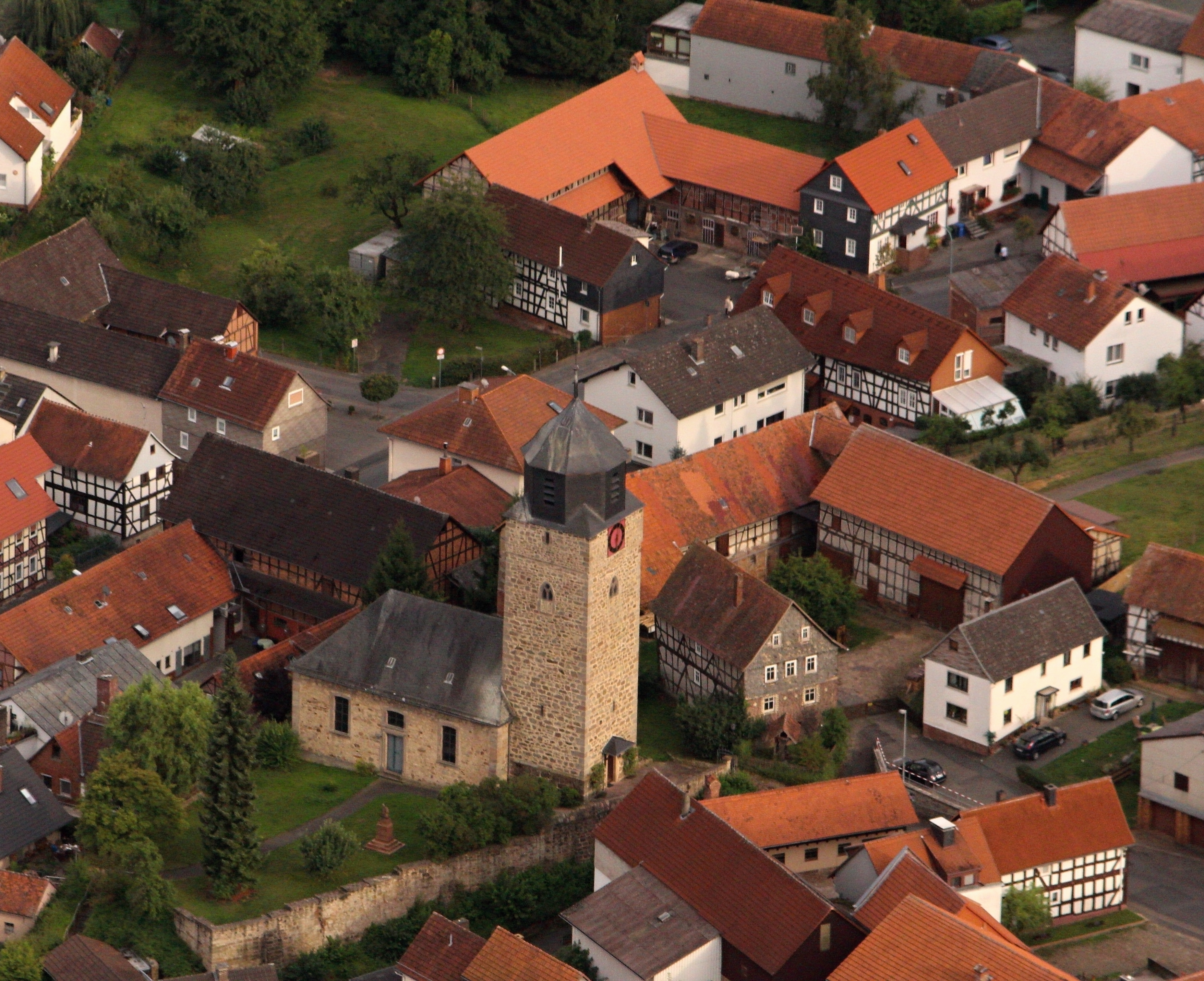
Luftaufnahme des alten Kerns von Wehrda mit der Martinskirche

Auf dem Ur-Messtischblatt Marburg von 1857 ist Wehrda noch ein in sich geschlossenes Dorf mit der Martinskirche im Zentrum und Wehrdaer Weg und Wehrdaer Straße bildeten eine praktisch unbesiedelte Verbindungsstraße von rund 2 km Länge. Bis 1908 war die Straße allerdings bereits locker besiedelt, ab kurz hinter der Wehrdaer Gemarkungsgrenze, wo die Lahn eine Schlaufe in Richtung Osten macht, beidseitig. Inzwischen ist das zur Gebietsreform in Hessen eingemeindete Dorf zu einer Marburger Wohnvorstadt angewachsen und ist mit eng getaktetem Nahverkehr an die Kernstadt angebunden. Östlich von Dorf und Lahn ist ein Einkaufszentrum gewachsen, das jenseits der untertunnelten B 3a in das Industrie- und Gewerbegebiet Afföller übergeht, dessen Norden mit dem Messeplatz noch auf Wehrdaer Gemarkung steht, das aber zum Marburger Nordviertel gerechnet wird. Vom Afföller durch die Bahngleise getrennt liegt östlich davon das Industriegebiet Siemensstraße, das zu Wehrda gerechnet wird, im Süden jedoch fließend in ein Gebiet an der Neuen Kasseler Straße übergeht, das, über die nominelle Lage an der Neuen Kasseler Straße, statistisch zur Marburger Nordstadt gehört.

#### Nordviertel und Afföller

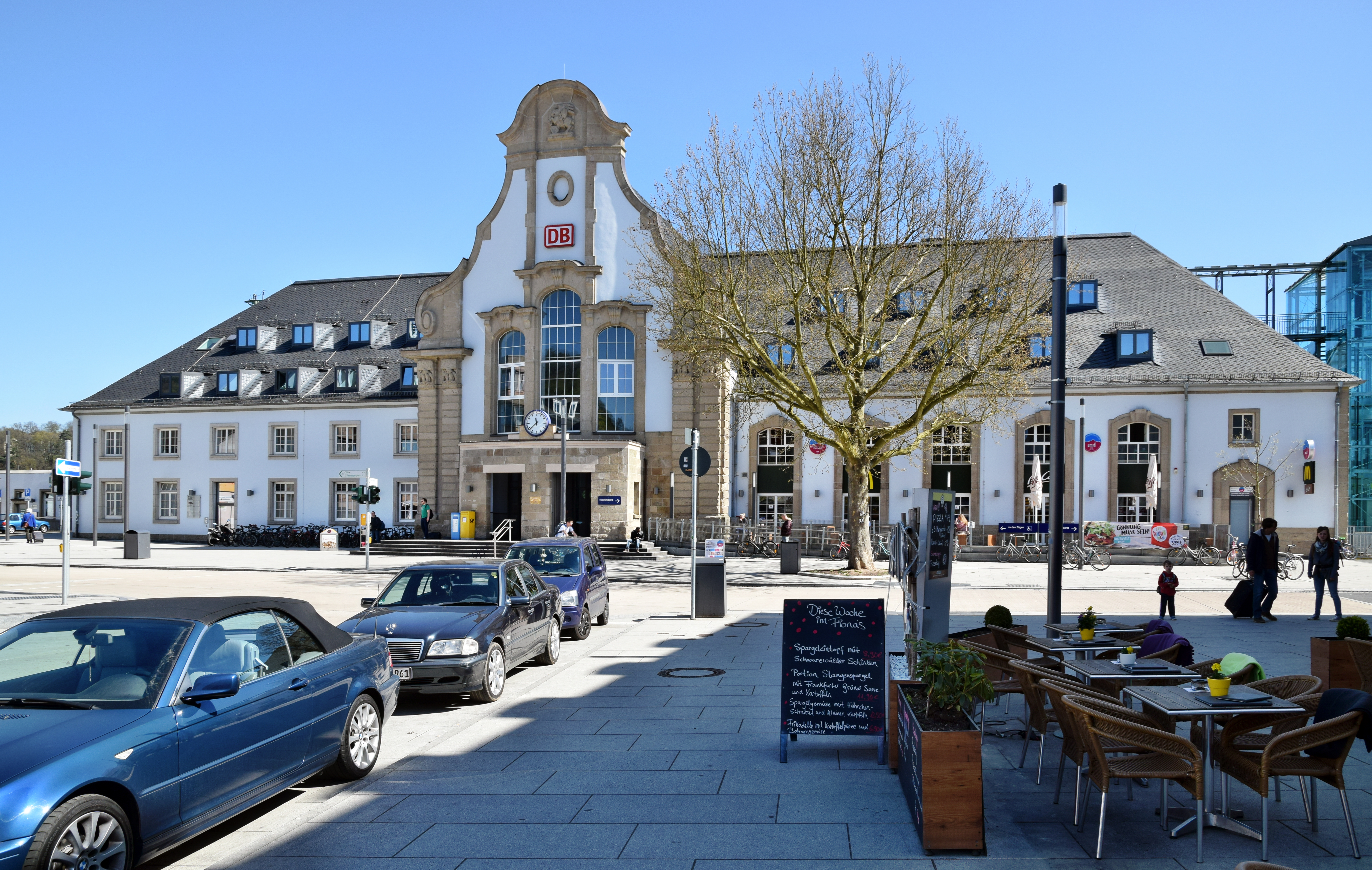
Der Hauptbahnhof im Nordviertel

Unter dem Nordviertel wird in Marburg landläufig nur der östlich der Lahn gelegene Teil des Marburger Nordens gezählt, der westlich der Bahngleise liegt und den Afföller einschließt oder in ihn übergeht. Dieser Abgrenzung entspricht auch die 1951 gegründete Afföllergemeinde. Das Viertel beginnt im Süden mit dem nur an der Ostseite bebauten, nach Westen an die Stadtautobahn stoßenden Krummbogen, geht über den Ostabschnitt der Bahnhofstraße nebst Hauptbahnhof nach Norden bis zur Schlosserstraße, wo der Afföller beginnt. Im Osten führt die Neue Kasseler Straße in Richtung Norden, im Westen die Afföllerstraße, die über den Afföller zum Einkaufszentrum Wehrda führt. Am Afföllerstraßenabschnitt südlich der Schlosserstraße liegen Wohnhäuser an der Ostseite und die Agentur für Arbeit an der Westseite; an der südlichen Basis der Straße liegt ostseitig die Alte Post. Nach Süden wird dieses Segment durch die Auffahrt der Stadtautobahn abgeschlossen, südlich davon bis zur Bahnhofstraße schließt sich ein weiteres an. Das Nordviertel ist auch südlich der Schlosserstraße nicht arm an Gewerbeflächen, verfügt jedoch auch über einigen Wohnraum. Bereits auf dem Messtischblatt Marburg von 1908 ist das Viertel deutlich bebaut, jedoch entstand der Afföller nördlich der Schlosserstraße erst nach dem Krieg und größtenteils sogar erst nach der Eingemeindung von Wehrda in den 1970ern.
Nach Westen geht die Afföllerstraße in die Straße Afföllerwiesen über, die zum einen auf die Stadtautobahn in Richtung Süden, zum anderen aber auf die Afföllerwiesen im Wortsinn zwischen B 3a und Lahn führt. Im Südosten der Wiesen liegt das Theater neben dem Turm des bereits 1875 in Stadtplänen eingezeichneten Gaswerks; hier finden sich auch Park-and-Ride-Parkplätze, von denen aus über eine Fußgängerbrücke die Klinikinsel (Stadtteil Campusviertel) erreicht werden kann.
Der statistische Bezirk Nordviertel reicht weit über das eigentliche Nordviertel hinaus. Er enthält auch die Neue Kasseler Straße jenseits der Eisenbahnbrücke mit dem Bürokomplex Forum Marburg und ein paar anderen gewerblichen Bauten, die fließend in das Gewerbegebiet Siemensstraße übergehen. Vor allem aber enthält er, östlich der Gleise und südlich der Brücke, den kompletten Norden des landläufigen Ortenbergs an Alter Kasseler Straße und Schützenstraße.

### Östliche Kernstadt

#### Siedlungsgeschichte

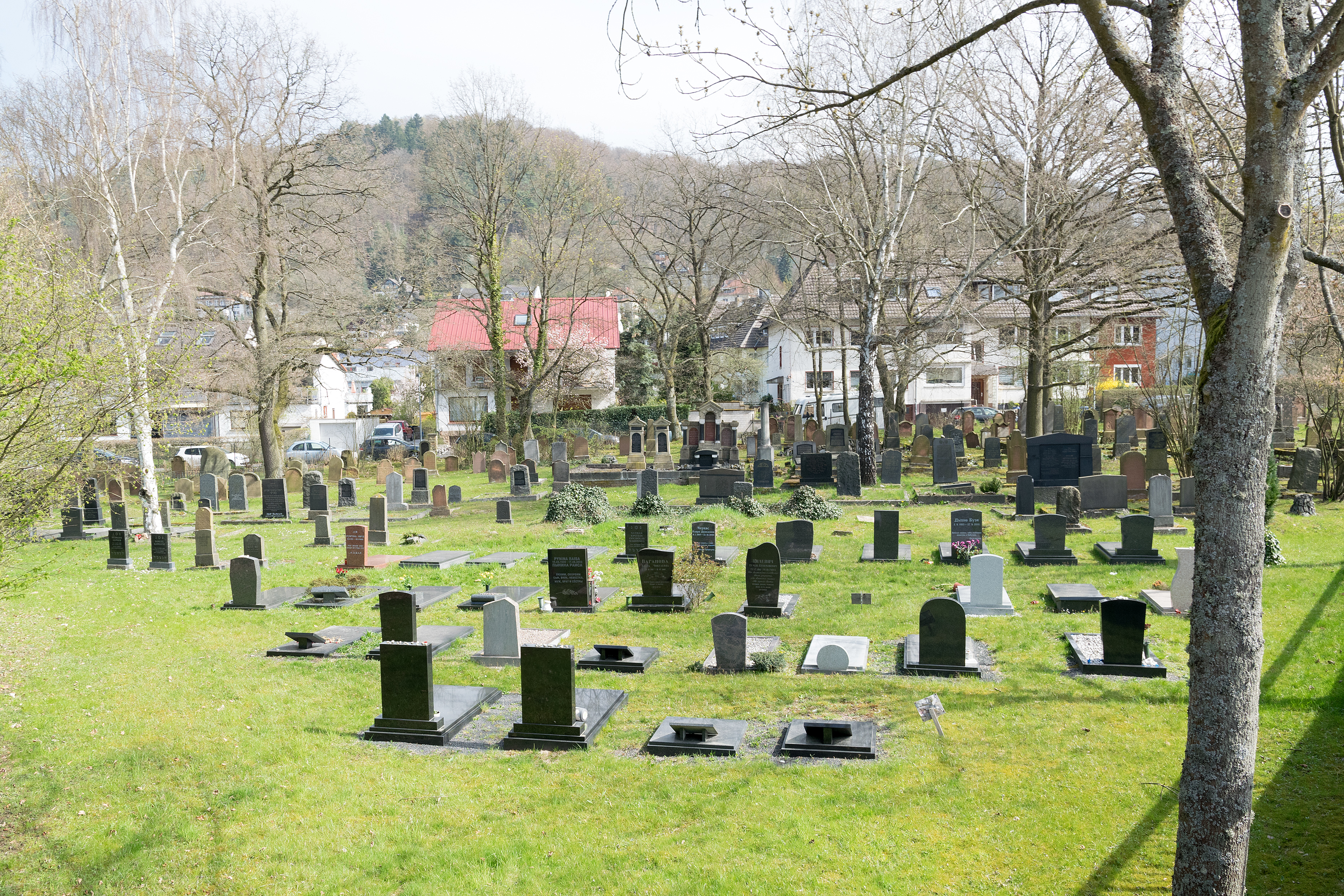
Der Alte jüdische Friedhof „zwischen“ Ortenberg und Zahlbach

Ein Blick auf die Ur-Messtischblätter Marburg und Niederwalgern von 1857 verrät, dass die untere Marburger Oberstadtstraße Untergasse/Lahntor jenseits der Weidenhäuser Brücke unmittelbar in die Weidenhäuser Straße überging. Diese gabelte sich vor der alten Kapelle St. Jost („Untere Sieche“). Die nördliche Fortsetzung, der Alte Kirchhainer Weg, führte in Richtung Kirchhain, der südliche, der Kaffweg, führte zum sogenannten „Hansehaus“, was das heutige Hansenhaus links bezeichnete. Etwas oberhalb lag am Alten Kirchhainer Weg, unmittelbar nördlich des Abzweigs der Höhlsgasse, die „Obere Sieche“. Der Kaffweg hatte, im Anfangsverlauf dem heutigen Hermann-Jacobson-Weg folgend, den exakt gleichen Verlauf wie heute; im Inneren bzw. südlich seiner markanten Kurve lag die „Richtstatt“, die Alte Schwertrichtstätte Rabenstein. Unmittelbar hinter St. Jost zweigte fast rechtwinklig die Cappeler Straße ab, die bald die (damals schon vorhandenen) Bahngleise kreuzte. Jenseits der Gleise entsprach ihr Verlauf der heutigen Cappeler Straße, diesseits der heutigen Sackgasse Bei St. Jost. Die Cappeler Straße traf, fast genau wie im heutigen namentlichen Verlauf, weiter südwestlich auf die vom Hansenhaus kommende Großseelheimer Straße. Der Alte jüdische Friedhof unmittelbar nördlich des Alten Kirchhainer Wegs bestand bereits, ist jedoch nicht eingezeichnet. Erkennbar ist überdies die Kasseler Straße östlich der Gleise, deren Verlauf im Süden der Alten und im Norden dem Nordabschnitt der Neuen Kasseler Straße entsprach.
Auf dem Messtischblatt von 1908 ist bereits das rechte Hansenhaus, getrennt vom linken, kenntlich; das Gebiet östlich der Bahngleise ist, anders als das Nordviertel westlich der Gleise, nach wie vor fast unbesiedelt, aber am Bereich des heutigen Ortenbergplatzes ist der Wohnplatz „Ordenberg“ verzeichnet. Über die Gleise, die sich nördlich davon zum Bahnhof hin in viele verzweigen, führt bereits die heutige Rudolf-Bultmann-Straße, die von der unbesiedelten, westlich den Gleisen parallelen Straße, die heute namentlich aus Krummbogen und Wilhelm-Röpke-Straße besteht, abzweigt. Ferner ist, nördlich davon, ein „Schützenhaus“ im Bereich des heutigen Schützenplatzes verzeichnet.
Während des Zweiten Weltkriegs war die Besiedlung nur stellenweise fortgeschritten; die heute landläufig als „Ortenberg“ bezeichnete Siedlung zwischen Bahngleisen und Lahnbergen war vor allem im Bereich der heutigen Dürerstraße besiedelt, andere Bereiche sehr verstreut. Am heutigen Georg-Voigt-Weg im Süden lag Brache; erst an Nordwestabzweigen des Spiegelslustwegs, am Alten Kirchhauner Weg, an der Höhlsgasse und am untersten Abschnitt des Kaffwegs (heute Hermann-Jacobsohn-Weg) fanden sich nennenswert Gebäude. Von der Cappeler Straße zweigte unmittelbar vor den Bahngleisen eine Straße in Richtung Schützenpfuhlbrücke ab.

#### Ortenberg vs. Ortenberg

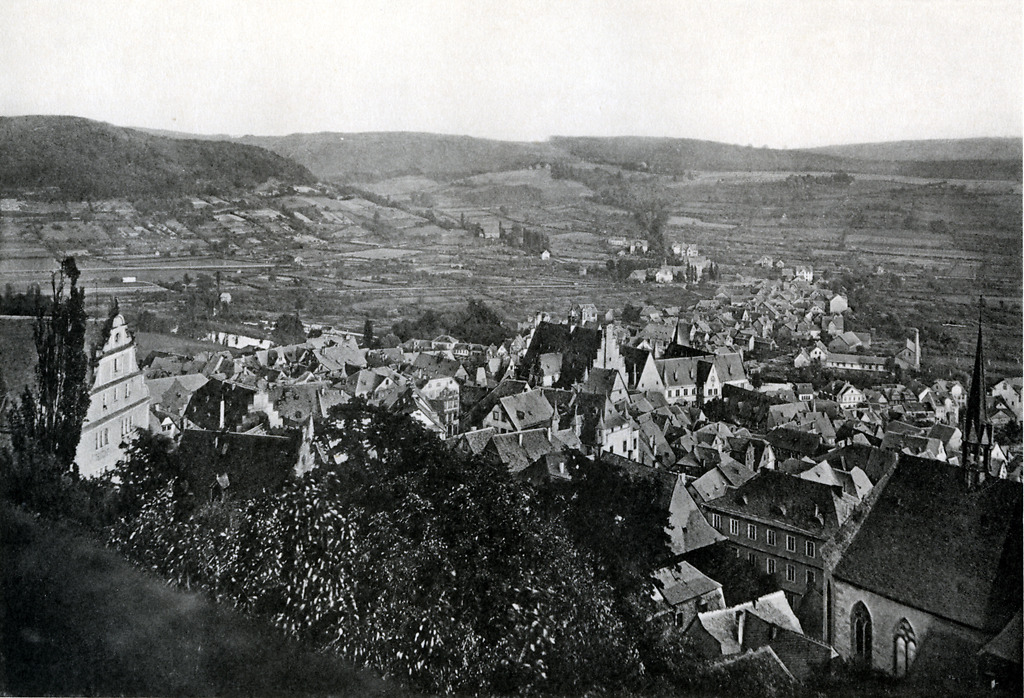
Blick vom Schloss auf die Oberstadt um 1875; dahinter Weidenhausen (und die nördlichsten Häuser von Am Grün, Südviertel), St. Jost. und die gut erkennbaren Alter Kirchhainer Weg und Kaffweg zum späteren Zahlbach-Viertel; links der südliche Ortenberg. Foto: Ludwig Bickell

Der Stadtteil Ortenberg ist nach dem Ortenberg (380 m), dem höchsten Berg der Lahnberge, benannt, an dessen Westhänge er sich zieht. Unter dem Namen wird heute landläufig das Wohngebiet östlich der Gleise zwischen der Ginseldorfer Straße im Norden und dem Alten Kirchhainer Weg im Süden bezeichnet, wobei das Waldtal heute davon ausgespart wird. Diese Definition entspricht auch die gleichnamige Stadtteilgemeinde. Hinzugerechnet wird oft auch die Siedlung Zahlbach südwestlich des Alten Kirchhauner Wegs mit den Straßen An der Zahlbach und Weintrautstraße nebst Cappeler Straße bis Nr. 12 (gerade) bzw. bis Nr. 21 (ungerade), in das es fließend übergeht. Dieser Wohnstadtteil ist orographisch und durch die Bahngleise vergleichsweise deutlich abgesetzt; nach Süden bis Südosten wird er durch einen bewaldeten Steilhang, oberhalb dessen die Bismarck-Promenade verläuft, vom Hansenhaus-Viertel abgetrennt.
Der statistische Bezirk Ortenberg reicht demgegenüber nur von Bultmannstraße und Ortenbergplatz im Norden bis zum Kaffweg im Süden. Der Nordteil des landläufigen Ortenbergs wird dem statistischen Nordviertel zugerechnet, der Südteil dem Bezirk Hansenhaus, wobei die Zuordnung strikt nach Straßen gemacht wurde; Weintrautstraße, Hermann-Jacobson Weg und Kaffweg werden komplett zu Hansenhaus gerechnet, Bultmannstraße und An der Schäferbuche zum Nordviertel. Damit läge nominell der bekannte „Ortenbergsteg“ vom Bahnhof über die Gleise, genau wie die Psychiatrie am Ortenberg (landläufige Bezeichnung) im Nordviertel, ebenso der Ortenbergplatz in südlicher Randlage. Zum statistischen Bezirk Ortenberg wird, westlich der Gleise, auch das Gebiet an der Wilhelm-Röpke-Straße mit der zur Universität gehörigen Philosophischen Fakultät („Philfak“) im Zentrum, der ehemaligen Universitätsbibliothek („Silberwürfel“) im Süden und dem Ludwig-Schüler-Park im Norden gerechnet.

#### Nördlicher Ortenberg und Waldtal

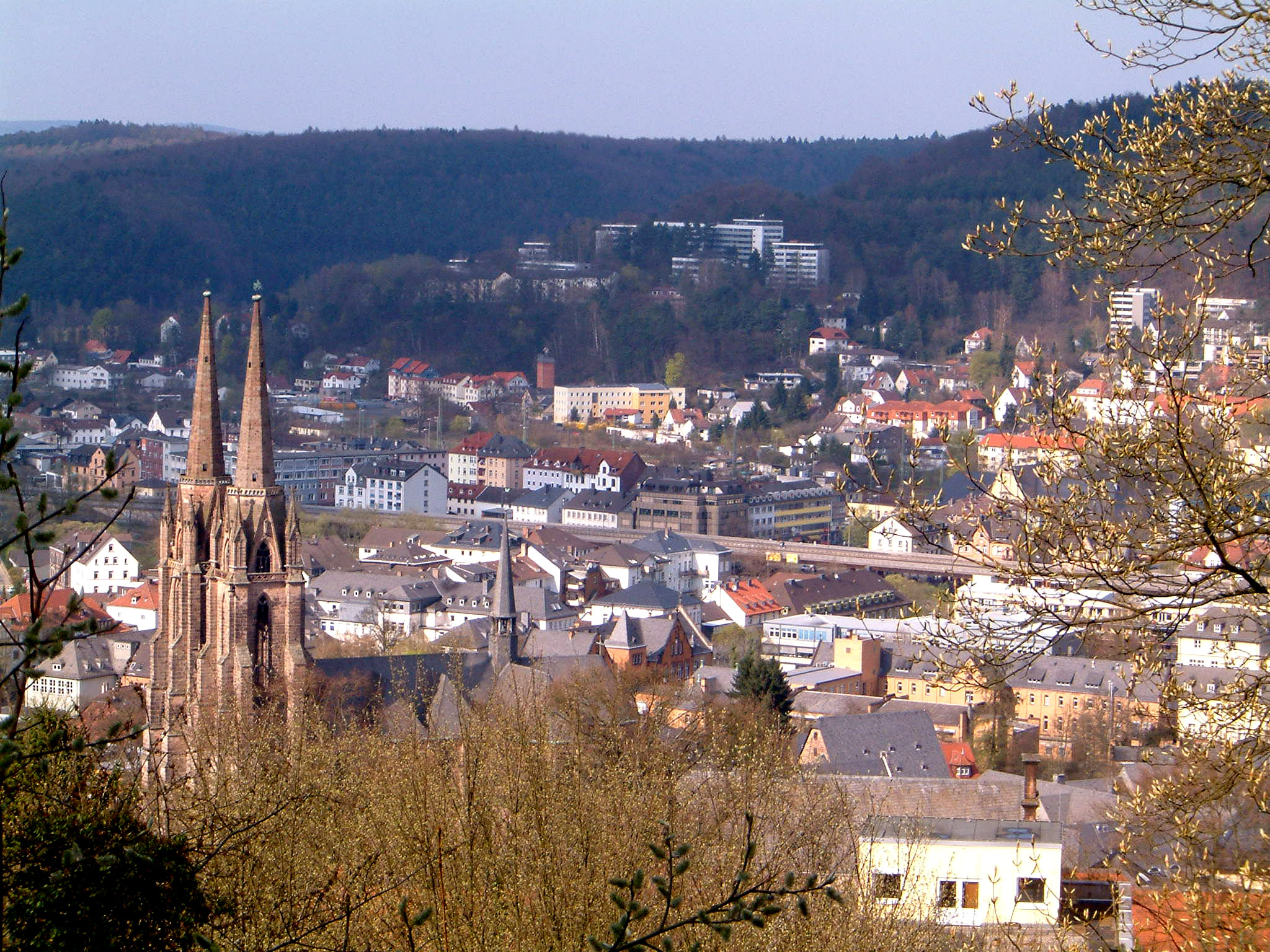
Blick von der Oberstadt auf den nördlichen Ortenberg mit Studentendorf; rechts im Vordergrund die Elisabethkirche

Der nördlichste Teil des Ortenberg-Segments steht im Kontrast zwischen der niedrig gelegenen Alten Kasseler Straße mit Gewerbe und Industrie an der Gleisseite und der steil über ihr östlich parallel gelegenen Geschwister-Scholl Straße, an deren Ostseite auf etwa 240 m über NHN das Studentendorf liegt, eine Hochhaussiedlung, in der auf engstem Raum über 800 Studenten leben, während an der Südseite einfache Mehrfamilienhäuser stehen. Die Siedlung, die sich nördlich an diese Straße anschließt und von der Panoramastraße zu den Lahnbergen eingerahmt wird, ist seit 1996 als eigener Stadtteil und statistischer Bezirk Waldtal ausgewiesen; er verfügt auch über eine eigene Stadtteilgemeinde. Das Waldtal gilt als „Problembezirk“, ist allerdings auf vergleichsweise engem Raum sehr heterogen. Im Norden stehen vergleichsweise einfache Mehrfamilienhäuser, im Westen vornehmlich Eigenheime und im Südosten das Studentenwohnheim am Fuchspass, das durch ein 200 m langes, mehrgeschossiges Parkhaus, welches praktisch ungenutzt ist, mit dem Studentendorf verbunden ist. Zum Stadtteil gehören per Straße auch der südliche Teil des Försterwegs, der nur von der Alten Kasseler aus zugänglich ist, und der Ginseldorfer Weg, die an der Südseite bebaute Basis der Panoramastraße.

#### Zentraler Ortenberg
Der Norden des eigentlichen Ortenbergs liegt am Ortenbergsteg (Brücke nebst Stichstraße zu ihr) dem Bahnhof gegenüber und wird von der Schützenstraße, die spitzwinklig von der Alten Kassler abgeht, in Nord-Süd-Richtung passiert. Die Teilsiedlung zieht sich nach Osten weit an die Westhänge von Kornberg (Fernmeldeturm Marburg, Norden) und Ortenberg (Spiegelslustturm, Sender Marburg; Süden), zwischen denen der Gefällsackergraben ausfließt (Straße Im Gefälle). Nach Norden werden die Straßen entsprechend noch steiler (Schützenplatz bis 16,2 % Steigung, Pasternakstraße gar bis 18,8 %). Im Süden der Teilsiedlung liegen die Käthe-Kollwitz-Schule, eine Berufsschule für pflegerische und erzieherische Berufe, der Ortenbergplatz und die psychiatrischen Kliniken der Universität. Dieser Teil wird, wie auch der nördlichste Teil, komplett dem statistischen Nordviertel zugerechnet.
Im südlichen Teil des Ortenbergs, der im gleichnamigen statistischen Bezirk liegt, wird die Schützenstraße als Hauptverkehrsachse von der Georg-Voigt-Straße abgelöst. Da die Hänge des namensgebenden Bergs hier steil sind (Blitzweg und Spiegelslustweg: bis 22,6 % Steigung), ist die Teilsiedlung in West-Ost-Richtung deutlich schmaler als im Nordteil. Im Norden der Teilsiedlung liegen ein weiterer Teil der Käthe-Kollwitz-Schule und die Zahn-Medizinische-Klinik (ZMK), der Süden ist ein reines Wohngebiet mit überwiegend Einfamilienhäusern und dem jüdischen Friedhof am äußersten Südrand.

#### Zahlbach

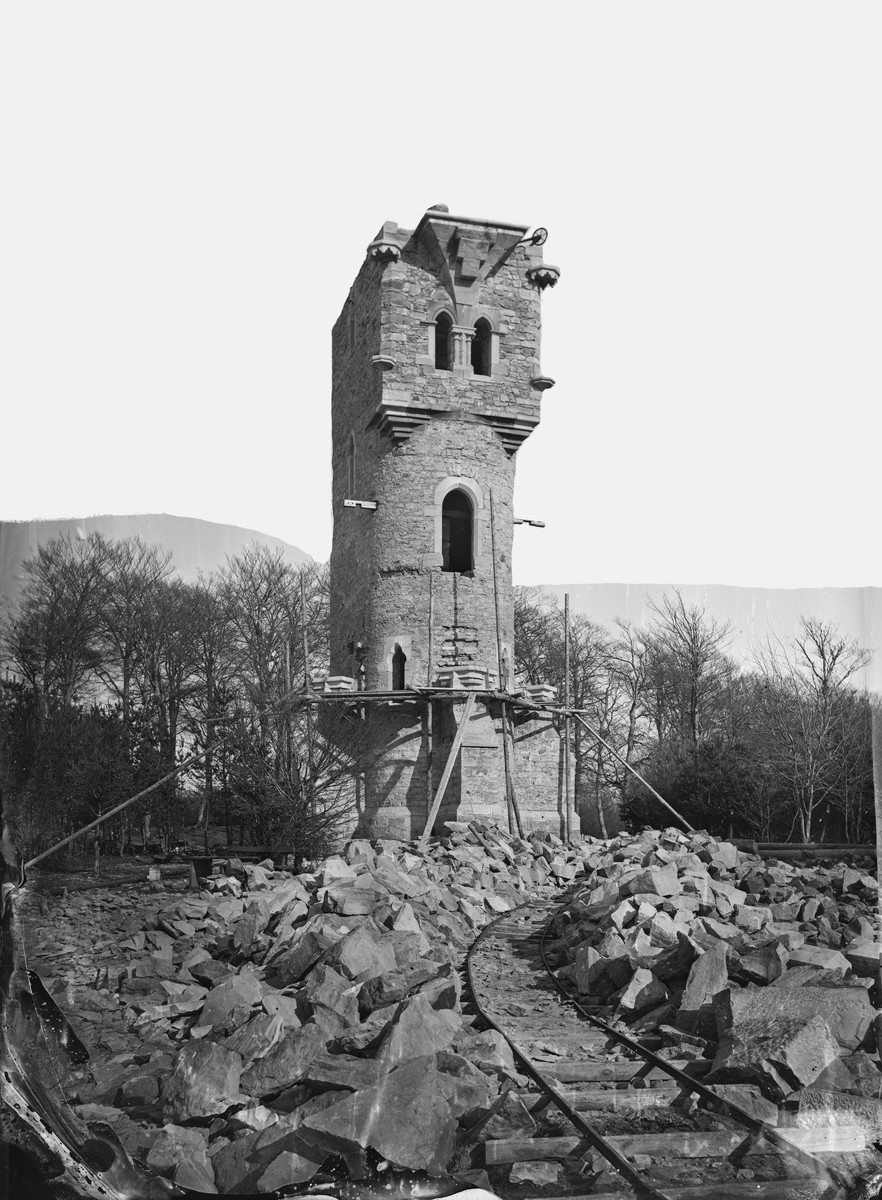
Der Spiegelslustturm auf den Lahnbergen nach einem sturmbedingten Einsturz 1876

Nach Süden schließt sich die Siedlung Zahlbach an den eigentlichen Ortenberg an, die eine eigene, erst 1986 gegründete Stadtteilgemeinde bildet und bereits den Alten Kirchhainer Weg (AKW) und damit nominell auch den jüdischen Friedhof einschließt. Sie ist benannt nach dem gleichnamigen Bach, der nah der Uniklinik entspringt und entlang dem Alten Kirchhainer Weg bereits weitgehend unterirdisch fließt. Heute verläuft er unterirdisch unterhalb des Erlenrings weiter und mündet unmittelbar nordwestlich der Weidenhäuser Brücke. Nach ihm benannt war auch der bereits im frühen 13. Jahrhundert erwähnte Weiler Zahlbach, der dem heutigen Südostteil von Weidenhausen entspricht. Das heute mit Zahlbach bezeichnete Wohnviertel reicht von den Bahngleisen bis zur Bismarckpromenade und endet zunächst am Kaffweg, der in seinem mittleren Abschnitt als Hohlweg ausgebildet ist und nur aufwärts befahren werden darf – in dieser Abgrenzung wurde auch die Zahlbachgemeinde gegründet. An seiner niedrigen Basis mit der Brüder-Grimm-Grundschule unweit des jüdischen Friedhofs geht das eigentliche Zahlbach-Viertel fließend über in jenes beiderseits der stadtauswärts, nach Südwesten, nur sanft steigenden Weintrautstraße nebst unterstem Abschnitt der Cappeler Straße, das ebenfalls von der Grimmschule beschult wird und dessen Bebauung zu größeren Teilen noch jünger ist.
Neben der deutlich als Hauptstraße nach Cappel erkennbaren Weintrautstraße, an der auch Geschäfte für Durchfahrende platziert sind, sind der Kaffweg (bis 16,4 % Steigung) und die serpentinenartige, vom AKW abgehende Wohnstraße An der Zahlbach (bis 11,2 %) die einzigen Transitstraßen, wobei beide Straßen abschnittsweise sehr steil verlaufen, während die Cappeler Straße erst nach Verlassen der Siedlung etwas steiler, doch ungleich sanfter als die anderen beiden genannten Straßen ansteigt. Ähnlich steil wie der Kaffweg ist hingegen der Hang unmittelbar südöstlich der Weintrautstraße (Scheppe Gewissegasse: bis 14,2 %). Die südliche Verlängerung der Zahlbach ab der Kreuzung mit dem Kaffweg, der Gerichtsweg, darf, wie der Kaffweg bis dorthin, außer von Stadtbussen, nur aufwärts befahren werden.
Die Bebauung der Straße An der Zahlbach begann 1956 mit zwei Wohnblöcken zu je sechs Wohnungen – noch bevor die Straße errichtet war. An der Weintrautstraße liegt die Adolf-Reichwein-Schule (Grundsteinlegung 1961), eine Berufsschule für technische Berufe mit Gymnasialzweig. Statistisch ist die Zahlbach-Siedlung zweigeteilt: Ab und einschließlich dem Kaffweg wird sie zum Bezirk Hansenhaus gerechnet.

#### Lahnberge
Der nominelle Stadtteil Lahnberge hat mit der Kernstadt, der er nominell zugeordnet ist, wenig zu tun. Er liegt in sich geschlossen auf den Höhenlagen der Lahnberge und enthält das Fernheizkraftwerk Lahnberge im äußersten Norden, die Uniklinik Marburg im Norden, die naturwissenschaftlichen Fachbereiche der Universität (ohne Physik) im Zentrum, den Neuen Botanischer Garten im Süden und die Klinik Sonnenblick im äußersten Süden; im äußersten Westen steht der Spiegelslustturm nebst zugehöriger Gaststätte. Große Teile der Anlagen stehen auf früherer Bauerbacher Gemarkung, die zur Errichtung umdeklariert wurde und ursprünglich vom Ortenberggipfel südwärts verlief und nordwestlich davon den Kornberggipfel so gerade noch enthielt. Auf den Lahnbergen arbeiten und studieren mehrere 1000 Menschen, jedoch wohnen hier nur etwa 15.

### Südliche Kernstadt und Cappel

#### Siedlungsgeschichte und Gliederung
Auf den Ur-Messtischblätter Marburg und Niederwalgern von 1857 zeigt sich das Gebiet zwischen Weidenhausen im Norden und dem alten Dorf Cappel im Süden komplett unbesiedelt. Südlich des Hanges, oberhalb dessen heute die Bismarck-Promenade verläuft, sind in Nähe zur damals bereits als vollwertige Straße existierenden Großseelheimer Straße lediglich das linke Hansenhaus („Hansehaus“) etwas nördlich des Ostabschnitts und, im Bereich der heutigen Liebfrauenkirche, die Wüstung Glaskopf nebst damals noch bestehenden Teichs etwas südlich des Westabschnitts eingezeichnet. Der Glaskopf war ein bereits 1357 erwähntes Vorwerk der Marburger Burg. Südlich des Glaskopfes und östlich der Cappeler Straße hatte Euricius Cordus im Jahr 1527 den ersten botanischen Garten Deutschlands angelegt, auf dessen Gelände später die Psychiatrie Marburg-Süd entstand. Dieser ist indes im Kartenwerk von 1857 nicht verzeichnet, wohl aber, westlich des Glaskopfes und an der Lahn, der „Schützenpfuhl“, was eigentlich einen Altarm bezeichnete, als Ortslage. Nördlich der Großseelheimer Straße und im Inneren der markanten Kurve des Kaffwegs ist ferner die „Richtstatt“, die Alte Schwertrichtstätte Rabenstein, eingezeichnet. Südwestlich von Cappel ist die Steinmühle eingezeichnet.
Auf dem Messtischblatt Marburg von 1908 sind bereits der Bismarckturm von 1904 in nördlicher Hanglage sowie das rechte Hansenhaus eingezeichnet. Nachdem die Hansenhaussiedlung im Mai 1934 mit 28 Siedlungshäusern und 14 Eigensiedlungshäuser als Marburgs erste Stadtrandsiedlung gegründet worden war, waren bis zum Zweiten Weltkrieg längs der Großseelheimer südlich der Großseelheimer Straße nur die Brüder-Grimm-Straße im höher gelegenen Osten und nördlich der Straße nur der Einmündungsbereich in die Cappeler besiedelt. Zeppelinstraße und Rollwiesenweg existierten bereits, jedoch ging die Erstgenannte nicht in die Großseelheimer über und die Zweitgenannte war nur westlich der Cappeler Straße besiedelt. Weiter südlich war die heutige Psychiatrie an der Ostseite der Cappeler Straße als „Landes-Heilanstalt“ eingezeichnet, östlich davon der Richtsberg bereits unter seinem heutigen Namen, jedoch noch als komplett bewaldeter Berg. Cappel, damals (und anders als auf der Karte von 1857) als „Kappel“ eingezeichnet, war vor allem an der Marburger Straße nach Norden, an Zum Rosenmorgen nach Westen und an der Moischter Straße nach Osten angewachsen, wobei es sich um reine Straßensiedlungen handelte. Alle Fernstraßen mit Ausnahme der B 3a und des Nordteils der Umgehungsstraße bestanden bereits mehr oder weniger, allerdings wurde die Lahn im Marburger Süden noch ausschließlich von der Schützenpfuhlbrücke überquert, die damals noch das Südviertel unmittelbar mit dem Südbahnhof verband – was der heutigen Frauenbergstraße eine größere Bedeutung verlieh.
Die heutige Südstadt östlich der Lahn und südlich der Bismarckpromenade lässt sich in die Stadtteile Hansenhaus, Glaskopf (mit dem statistischen Bezirk Südbahnhof), Richtsberg und Cappel aufteilen, wobei nur der Obere Richtsberg deutlich von den anderen Stadtteilen abgesetzt ist und auch nur isoliert angefahren werden kann. Der statistische Bezirk Hansenhaus schließt darüber auch südlicher und z. T. deutlich tiefer gelegene Siedlungen ein, die eher dem Ortenberg (Weintrautstraße) oder Weidenhausen (Bei St. Jost) zuzurechnen sind.

#### Hansenhaus und Glaskopf

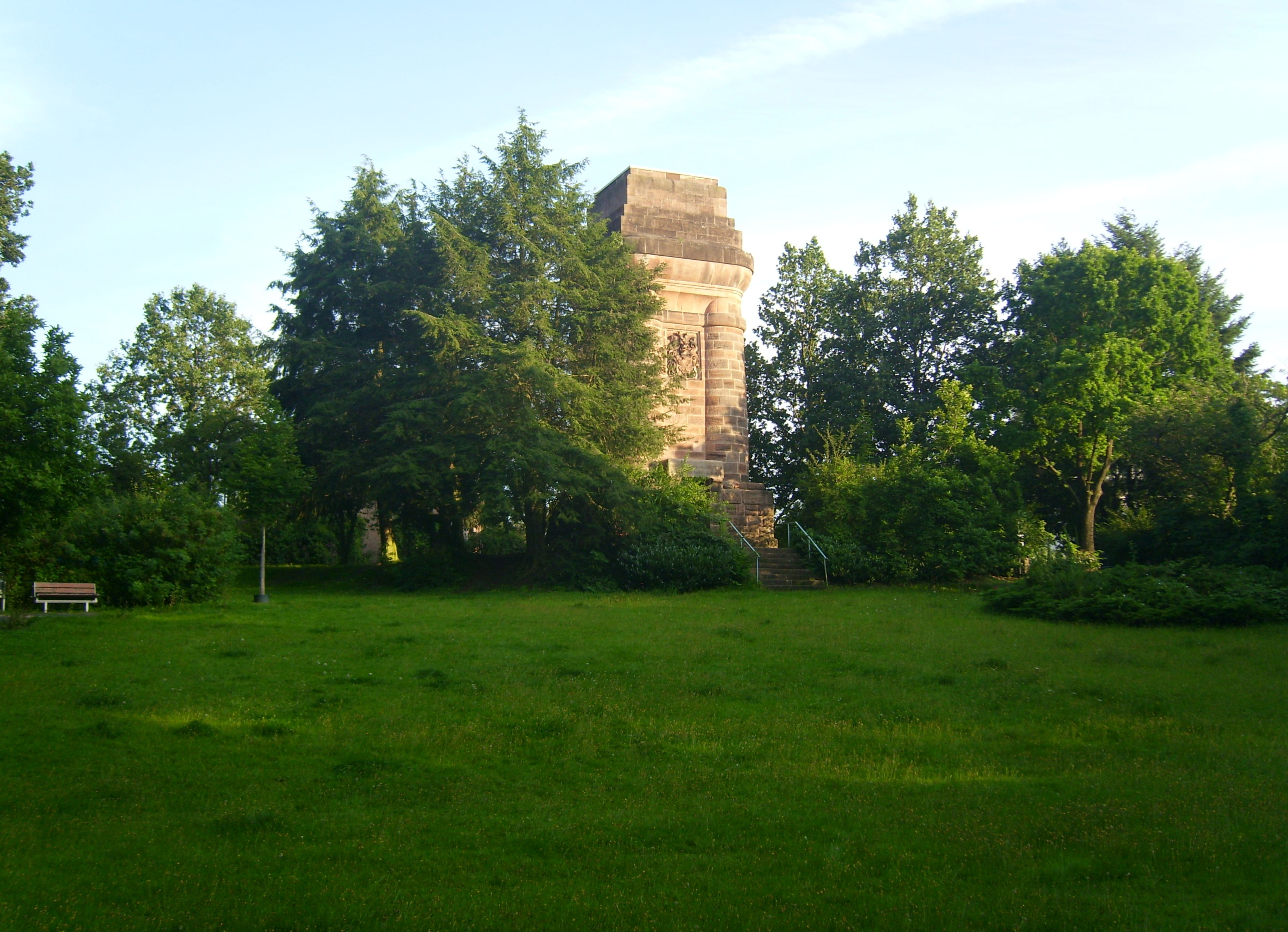
Bismarckanlage am Nordrand von Hansenhaus

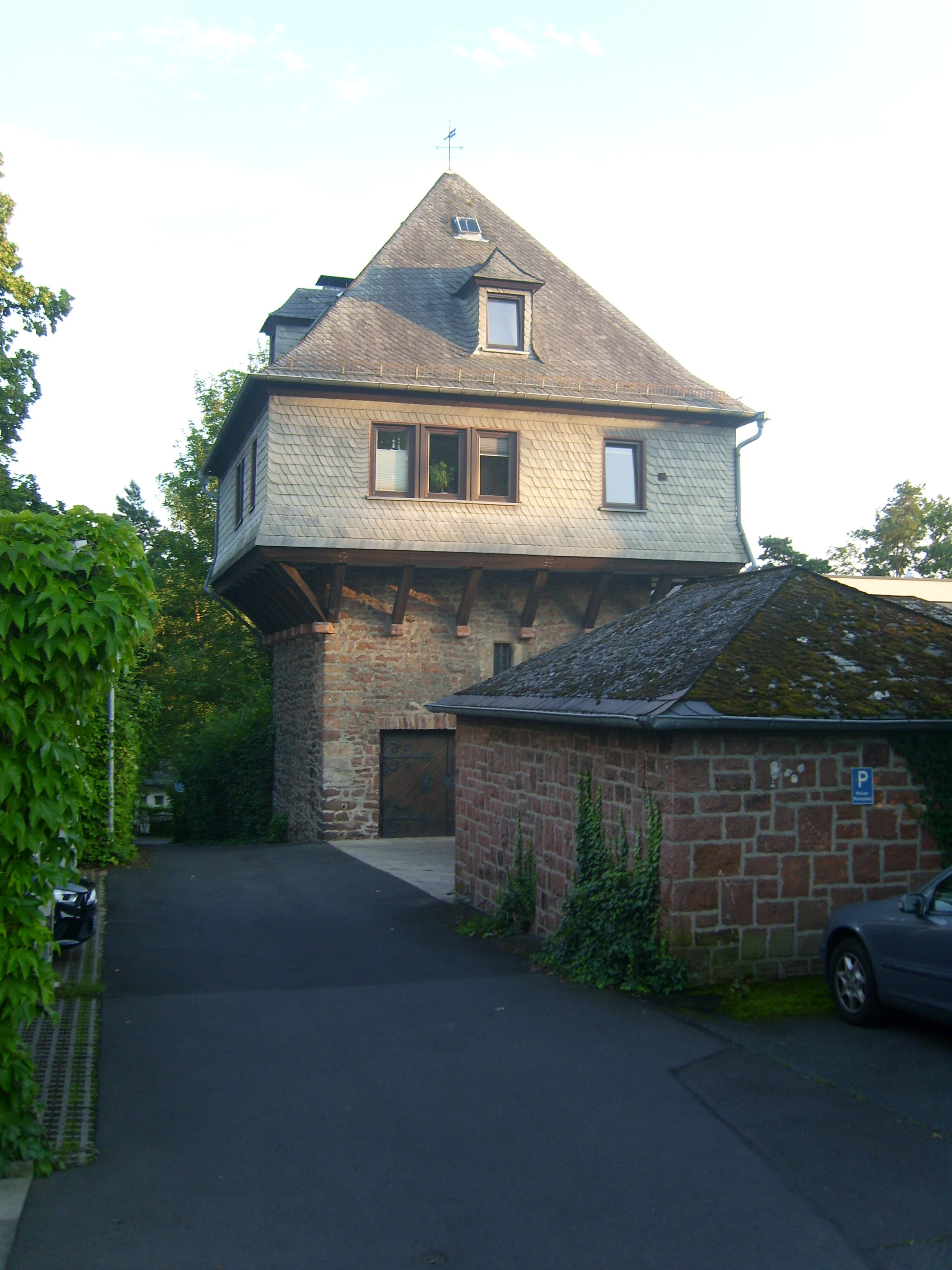
Mit dem Pulverturm beginnt Glaskopf

Der eigentliche Stadtteil Hansenhaus zieht sich beiderseits der Großseelheimer Straße in Richtung Osten bergauf bis zu Linkem und Rechtem Hansenhaus, die ausgerechnet per Zuordnung zur Sonnenblickallee statistisch dem Oberen Richtsberg zugerechnet werden. Die Ostgrenze zum Richtsberg ist durch das Tal des Rollwiesenbachs in natürlicher Weise abgesteckt, die Nordgrenze legte die bereits 1934 gegründete Stadtteilgemeinde Hansenhaus auf die Bismarckpromenade fest, jenseits der eine bewaldete Böschung das Hochplateau von den Hangsiedlungen an Zahlbach und Kaffweg trennt. Mit der 1955 gegründete Glaskopfgemeinde, um 2019 aufgelöst, wurde die Gasse Am Pulverturm nebst nördlicher Fußwegverlängerung zur Körnerstraße als Grenze ausgemacht. Die Bebauung war vom Südbahnhof ausgehend ab 1951 vorangetrieben worden, nachdem die amerikanischen Besatzer beschlagnahmte Häuser wieder an die Eigentümer zurückgegeben hatten.
Auch Glaskopf wurde nach Norden durch die Bismarckpromenade und schließlich nach Westen per Fußwegverlängerung zum Südbahnhof abgegrenzt. Nach Süden gehörten jedoch auch das Gebiet der heutigen Vitos Klinik für Psychiatrie und Psychotherapie Marburg dazu sowie der komplette Südbahnhofsbereich nebst Dichterviertel. Dieses Gebiet wird, bis zur Cappeler Straße, ebenfalls zum statistischen Bezirk Hansenhaus gerechnet. Der Südabschnitt der Cappeler Straße ist erst zwischen 2010 und 2013 vom statistischen Bezirk Südbahnhof zu Hansenhaus geschlagen worden, wodurch das parkartige Gelände um die Nervenklinik seither nominell im Bezirk Hansenhaus geführt wird und diesem als Korridor zum Unteren Richtsberg dient. Das sich anschließende Seniorenheim Landgrafenblick wird wiederum per Adresse an der Friedrich-Ebert-Straße dem Unteren Richtsberg zugerechnet.
Die reine Zuordnung nach Straßen führt dazu, dass die östlich der Cappeler Straße gelegenen Häuser an Zeppelinstraße 36, 38, 39 und 41 nominell als Exklave des Bezirks Südbahnhof inselartig im statistischen Bezirk Hansenhaus liegen, während das durch Straßen sauber abgegrenzte Südbahnhofsviertel statistisch ohne die Westseite der Cappeler Straße auskommen muss.
Weit jenseits von Hansenhaus und Glaskopf und deutlich tiefer liegen die ersten Häuser (bis Nr. 21) an der namentlichen Cappeler Straße sowie der nach Marburg verlängernden Weintrautstraße, die ebenfalls zum statistischen Bezirk gerechnet werden. Sogar die Straße Bei St. Jost jenseits der Bahngleise, ein früherer Abschnitt der Cappeler Straße und historisch zu Weidenhausen gehörig (von dem sie erst durch den Bau der Stadtautobahn getrennt wurde), werden mitgezählt; überdies, in Hanglage, Kaffweg und Scheppe Gewissegasse sowie davon abzweigende Straßen.
Die historische Abgrenzung zwischen Hansenhaus und Glaskopf entspricht nicht ganz der späteren Erschließung. So sind die obersten Häuser an der Körnerstraße nur von der unteren Großseelheimer Straße anfahrbar. Südlich des Pulverturms sind die oberen Häuser der Straße Am Glaskopf noch deutlicher vom Rest-Hansenhaus getrennt, da die Gasse Am Pulverturm für den motorisierten Verkehr gesperrt ist und die Straße nur von deutlich tieferen Lagen aus angefahren werden kann; mit den Mehrfamilienhäusern  an der Kantstraße sind diese villenartigen Häuser nur per Fußweg verbunden.
Eine ganz besondere Situation liegt in der Straße Am Rabenstein vor. Die Häuser liegen in deutlicher Hanglage und setzen die Bebauung der Scheppen Gewissegasse fort, sind jedoch nur durch eine steile und schmale Straße von oben, vom eigentlichen Hansenhausviertel aus, anfahrbar.
Im Zentrum des eigentlichen Hansenhaus-Viertels liegt die evangelische, 1963 geweihte Pauluskirche, nördlich davon die Bismarckanlage nebst -Turm. Im Südosten liegt die Gerhart-Hauptmann-Grundschule, am Nordostrand stehen die namensgebenden Hansenhäuser. Von Glaskopf liegen im statistischen Bezirk Hansenhaus die katholische Liebfrauenkirche und die Vitos-Klinik, während die zugehörige evangelische Lukaskirche, erst 1997 zur heutigen Größe ausgebaut und 2019 mit der Pauluskirche fusioniert, wie auch die evangelische Freikirche, im statistischen Südbahnhof liegt.

#### Südbahnhof
Das Kerngebiet des statistischen Bezirks Südbahnhof, das auf dem Gebiet des historischen Stadtteils Glaskopf liegt, ist durch Konrad-Adenauer-Brücke und mittlere Zeppelinstraße im Norden, Cappeler Straße im Osten, Südspange im Süden sowie die Lahn im Westen scharf abgegrenzt. Von diesen Straßen liegt die Zeppelinstraße auch über das Segment hinaus nominell im statistischen Bezirk, die Cappeler Straße inzwischen komplett in Hansenhaus und die Südspange als Zubringer zur B 3a komplett im Bezirk – die Gemarkungsgrenze zu Cappel liegt minimal südlich und folgt dem unscheinbaren Pfaffengrundbach. Eisenbahn- und Stadtautobahntrasse, die hier dicht beieinander liegen, trennen einen Westteil an der ehemaligen herrschaftlichen WieseKrekel mit der Straße Am Krekel ab, dessen Norden über die alte Schützenpfuhlbrücke mit der Südspitze des Südviertels verbunden ist. Dieses Westsegment besteht, neben den verbliebenen Lahnwiesen in ihrem Westen, fast komplett aus Gewerbe- und Industriegebiet, das Ostsegment mit dem Südbahnhof teilweise. Im Südosten des Ostsegments liegt ein Einkaufszentrum (Herkules), das mit dem an der Kreuzung diagonal gegenüberliegenden Einkaufszentrum in Cappel (mit Tegut, Aldi. Lidl und DM) mehr oder weniger eine Einheit bildet. Bis kurz vor 2013 wurde die Cappeler Straße mit dem Gelände der Psychiatrie zum statistischen Bezirk gerechnet.

#### Richtsberg

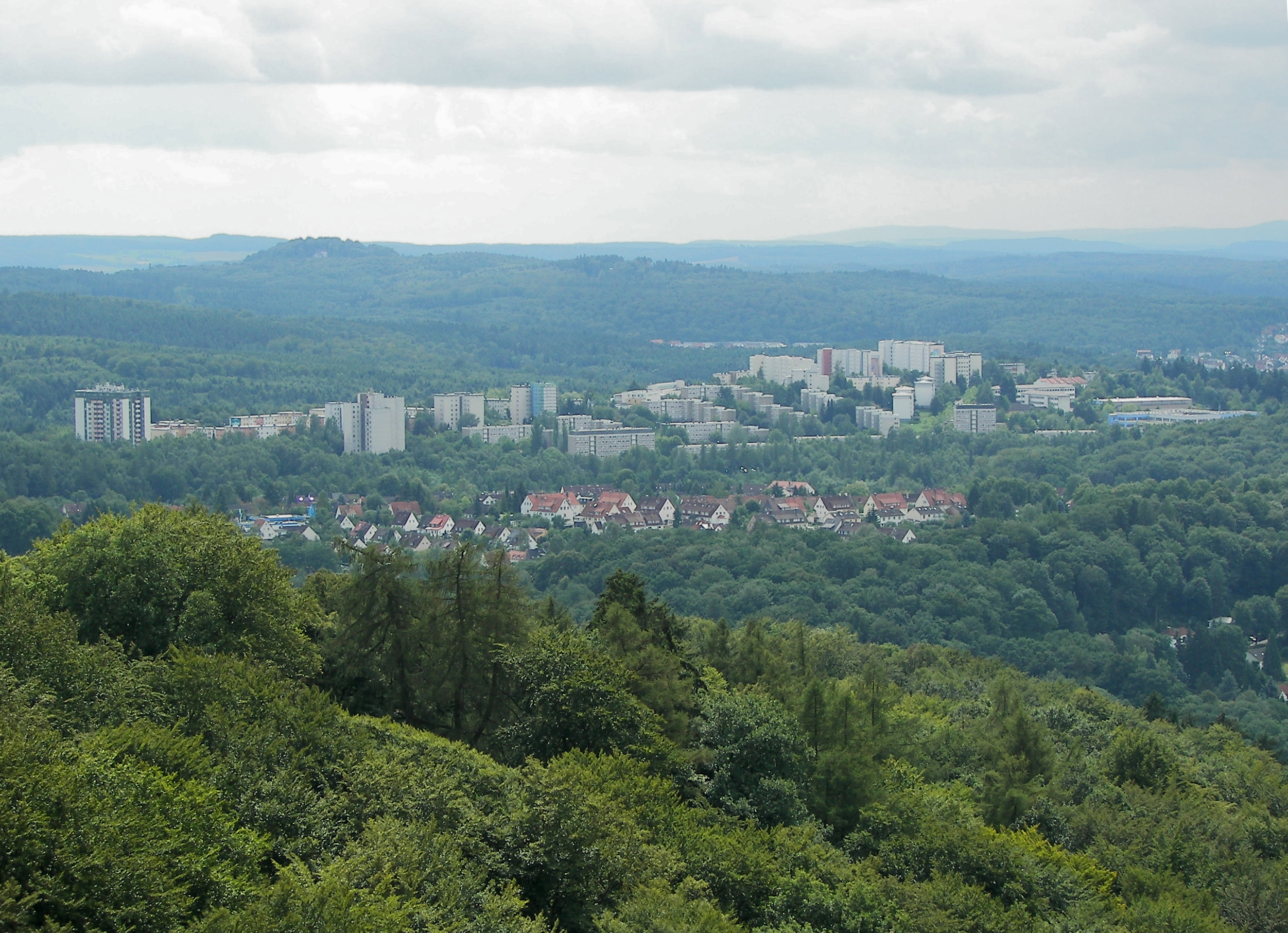
Der Obere Richtsberg, im Vordergrund das Dichterviertel von Hansenhaus

Der seit 1996 zweigeteilte Stadtteil Richtsberg wurde erst in den Jahren ab 1963 errichtet. Die Mehrfamilien- und Hochhäuser galten ihrer Zentralheizung wegen zunächst als komfortabel. Die ursprünglichen Bewohner waren entsprechend zu nicht geringen Anteilen bürgerlich, auch Studenten-Wohngemeinschaften in größeren Wohnungen waren nicht selten. Seit den 1980ern sank indes das Ansehen des Wohngebiets. Mit der Zeit wurde der Richtsberg bevorzugt von Menschen mit Migrationshintergrund besiedelt, wobei die Nachkommen türkischer Gastarbeiter inzwischen gegenüber Russlanddeutschen in den Hintergrund treten.
Der unmittelbar von Südbahnhof und Cappel erschließbare Untere Richtsberg verfügt nur über die drei Straßen Damaschkeweg, Friedrich-Ebert-Straße und Beltershäuser Straße, wobei die Letztgenannte als L 3125 am Südrand zu Cappel unbesiedelt ist. Der „eigentliche“, Obere Richtsberg liegt demgegenüber isoliert in Höhenlagen der Lahnberge und besteht aus drei Teilsiedlungen, deren zentrale ein eigenes Zentrum aufweist.

#### Cappel
Der Stadtteil Cappel, der die kernstadtangebundene Südstadt nach Süden abschließt, war bis zur Gebietsreform in Hessen in den 1970ern eine eigenständige Gemeinde mit altem Dorfkern nah der Kirche St. Martin gewesen. Inzwischen liegt das eigentliche Zentrum der Marburger Südstadt nördlicher, an der Kreuzung von Südspange/Beltershäuser Straße mit der Cappeler Straße und ihrer südlichen Verlängerung, der Umgehungsstraße, wo Cappel mit dem Unteren Richtsberg und dem Stadtteil Südbahnhof aufeinandertrifft. Im Norden des Stadtteils liegen, unmittelbar südlich der Beltershäuser Straße, Polizeipräsidium Marburg und Kreisjobcenter. Den Westen Cappels, westlich der Umgehungsstraße, nimmt im Norden ein Industrie- und Gewerbegebiet ein, das jenes des Stadtteils Südbahnhof fortsetzt. Im Süden dieses Segments und im Südwesten Cappels liegt das Landschulheim Steinmühle umgeben von Wiesen an der Lahn.

### Westliche Kernstadt und Marbach

#### Grassenberg und Schlossbergviertel

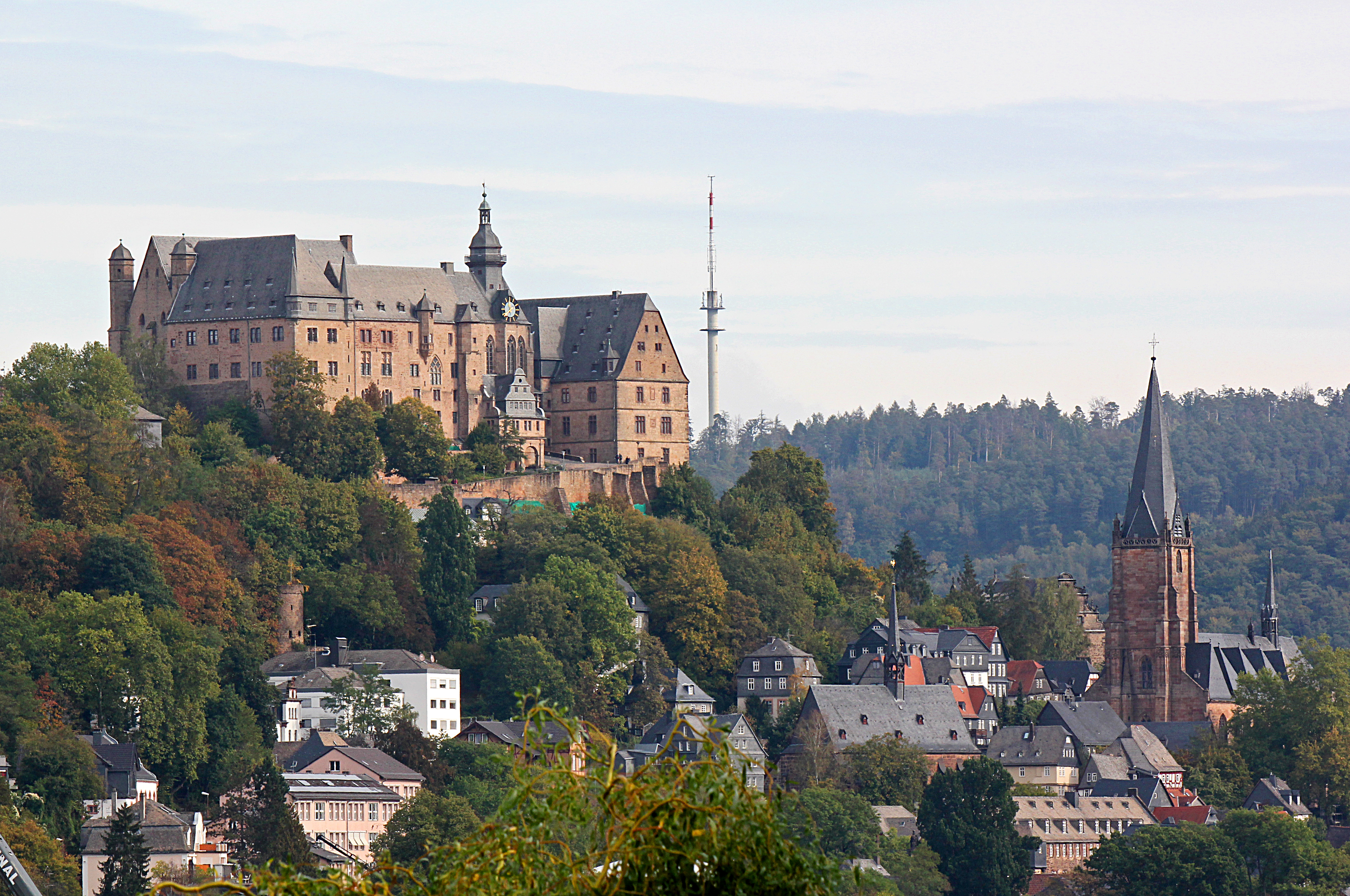
Der Schlossberg von Südwesten; Kugel- (halbrechts) und Lutherkirche (rechts ist noch Altstadt, die linke Bildhälfte gehört zum Bezirk Grassenberg)

Der namentlich vergleichsweise unbekannte Innenstadtbezirk Grassenberg ist eigentlich nach einem Hang am Marburger Rücken nördlich des Marbacher Wegs benannt, reicht aber jenseits der genannten Straße über den 318 m über NHN erreichenden Dammelsberg nach Süden bis zur Straße Rotenberg, die das Südviertel mit Marbach und Wehrshausen verbindet.
Im Nordteil, dem eigentlichen Grassenberg, liegt die Deutsche Blindenstudienanstalt. Hauptstraße des Teilviertels ist die Wilhelm-Roser-Straße, die am Übergang der Ketzerbach (Altstadt) zum Marbacher Weg (Grassenberg), wo das Pharmazeutische Institut der Universität liegt, entspringt. In höheren Lagen geht sie in die Wannkopfstraße über, auf die von Südwesten die Straße An der Haustatt trifft, deren Basis am Ende der Marbacher Straße Am Berg liegt; die Elsenhöhe im äußersten Nordwesten des Teilviertels ist gar ausschließlich vom Marbacher Annablickweg aus erreichbar. Steilste Straße ist Am Grassenberg mit bis zu 21,4 % Steigung. Der Marbacher Weg geht, nach Westen bis Nordwesten, in seiner Bebauung relativ fließend in die Marbacher Emil-von-Behring-Straße über. Den Marbacher Weg kann man beidseitig, nebst Köhlersgrundgasse, noch dem eigentlichen Grassenberg zurechnen.
Der Südteil von Grassenberg, den man als „Schlossbergviertel“ bezeichnen könnte, enthält den Schlossberg (ohne Schloss) und in seinem Westen den durchgehend bewaldeten Dammelsberg, dessen Bewaldung nach Nordwesten abrupt an der Marbacher Grenzstraße Köhlersgrund abbricht. Nach Südwesten zieht sich die Bewaldung bis kurz vor den Rotenberg. Nördlich des Schlosses sind die nominell zum Grassenberg gezählten Straßen Leckergäßchen (nur zwei Häuser), Götzenhainweg (nur drei Häuser) und Hainweg nur von Straßen der Altstadt (vor allem Renthof) aus erreichbar. Das Schloss selber kann wiederum nur vom Grassenberger Gisonenweg aus angefahren werden, nördlich dessen sich der Schlosspark im Viertel befindet; südlich davon und ein Stockwerk tiefer gelegen führt die Sybelstraße in die Oberstadt, die von der Basis des Rotenberg an der Grenze zum Südviertel kommt. Der Teilstadtteil hat eine außergewöhnliche Dichte an Verbindungshäusern; an der Lutherstraße ist ihre Zahl zweistellig (allein neun sind Kulturdenkmäler). Insofern ist, auf der anderen Schlossseite, auch der nur vom Renthof in der Altstadt zugängliche Hainweg mit immerhin fünf Verbindungshäusern (sowie einem Seniorenheim) in höherer Höhe nicht untypisch für das Viertel.

#### Ockershausen

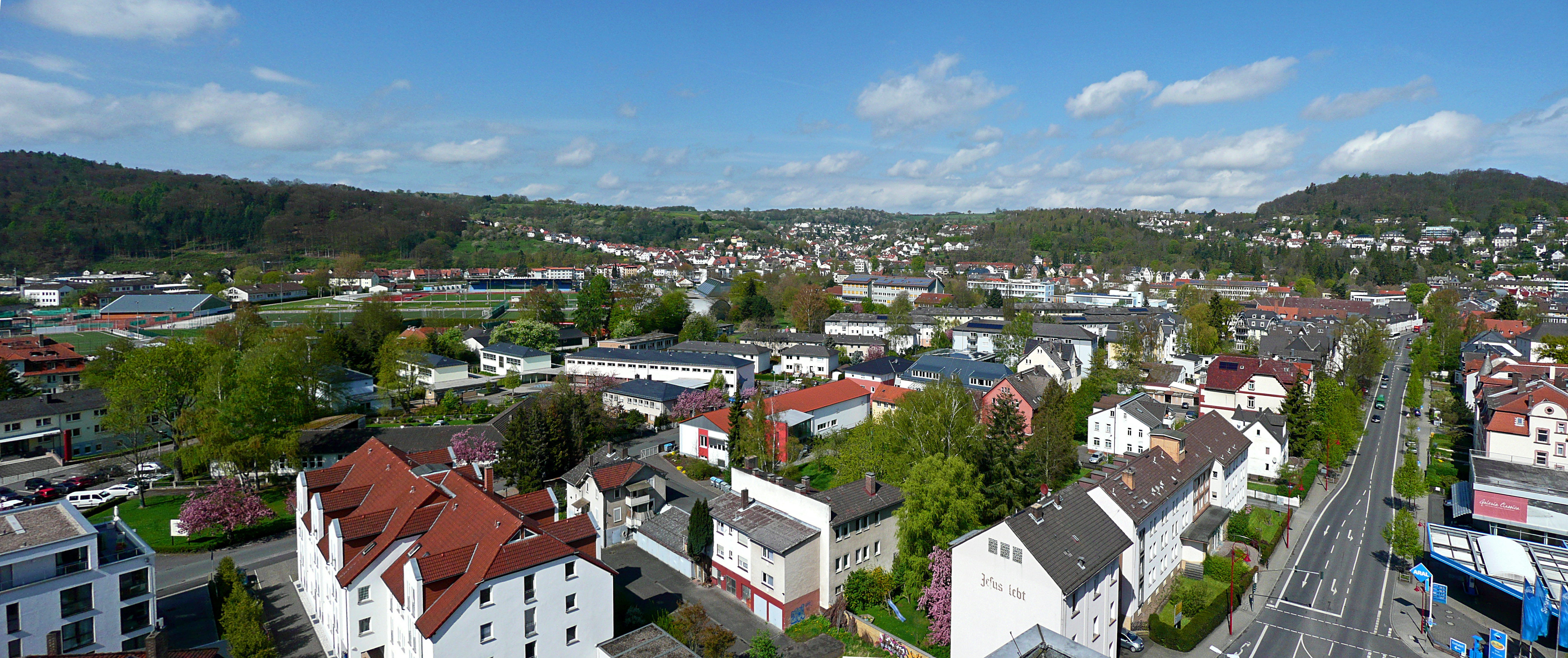
Blick vom Affenfelsen im Südviertel auf Ockershausen; rechts im Vordergrund die Schwanallee (Südviertel), dahinter der Dammelsberg

Ockershausen schließt sich unmittelbar südlich des Rotenberg mit den steilen Hängen des Hauptfriedhofs an; die Straße Hohe Leuchte überwindet auf wenig Wegstrecke den Höhenunterschied vom Rotenberg zur Ockershäuser Allee, der Hauptstraße des Stadtteils, die am Wilhelmsplatz (Südviertel) von der Universitätsstraße abzweigt. Die ehemals eigenständige Gemeinde ist bereits deutlich vor dem Zweiten Weltkrieg (1931) nach Marburg eingegliedert worden, was Anlass dafür war, auf dem brachliegenden Teil der Gemarkung unmittelbar südwestlich des Südviertels einen Großteil der weiterführenden Schulen Marburgs anzusiedeln (darunter Philippinum und Elisabethschule). Hierzu wurde die Gemarkung rund um die heutige Leopold-Lucas-Straße und den Friedhof nach Marburg umgewidmet, gleichwohl gehört das Gebiet heute wieder, nebst Georg-Gaßmann-Stadion, zum Stadtteil Ockershausen.

#### Stadtwald (Tannenberg)
Vom Südosten Ockershausens aus führt die steile (bis 15,4 % Steigung) Stadtwaldstraße zu den Hängen des Stadtteils Stadtwald, der ebenfalls traditionell auf Ockershäuser Gemarkung lag. Im Waldgebiet errichtete die NS-Reichswehr ab 1935 die Tannenberg-Kaserne, die ab 1945 zunächst von der US-Armee und ab 1959 unter unverändertem Namen bis 1993 von der Bundeswehr genutzt wurde. Ab 1994 wurden Gelände und Gebäude in zivilen Wohnraum umgewandelt. Seither entstand auf dem Gelände eine geschlossene Neubausiedlung, die über die Graf-von-Stauffenberg-Straße mit dem Lahntal verbunden ist und heute den eigenständigen Stadtteil Stadtwald bildet. In unmittelbarer nördlicher Nachbarschaft liegt der gerodete, 324 m erreichende Hasenkopf, ein beliebter Aussichtspunkt ins Gladenbacher Bergland und bis zum Großen Feldberg einerseits und zur Marburger Berglandschaft andererseits.

#### Marbach

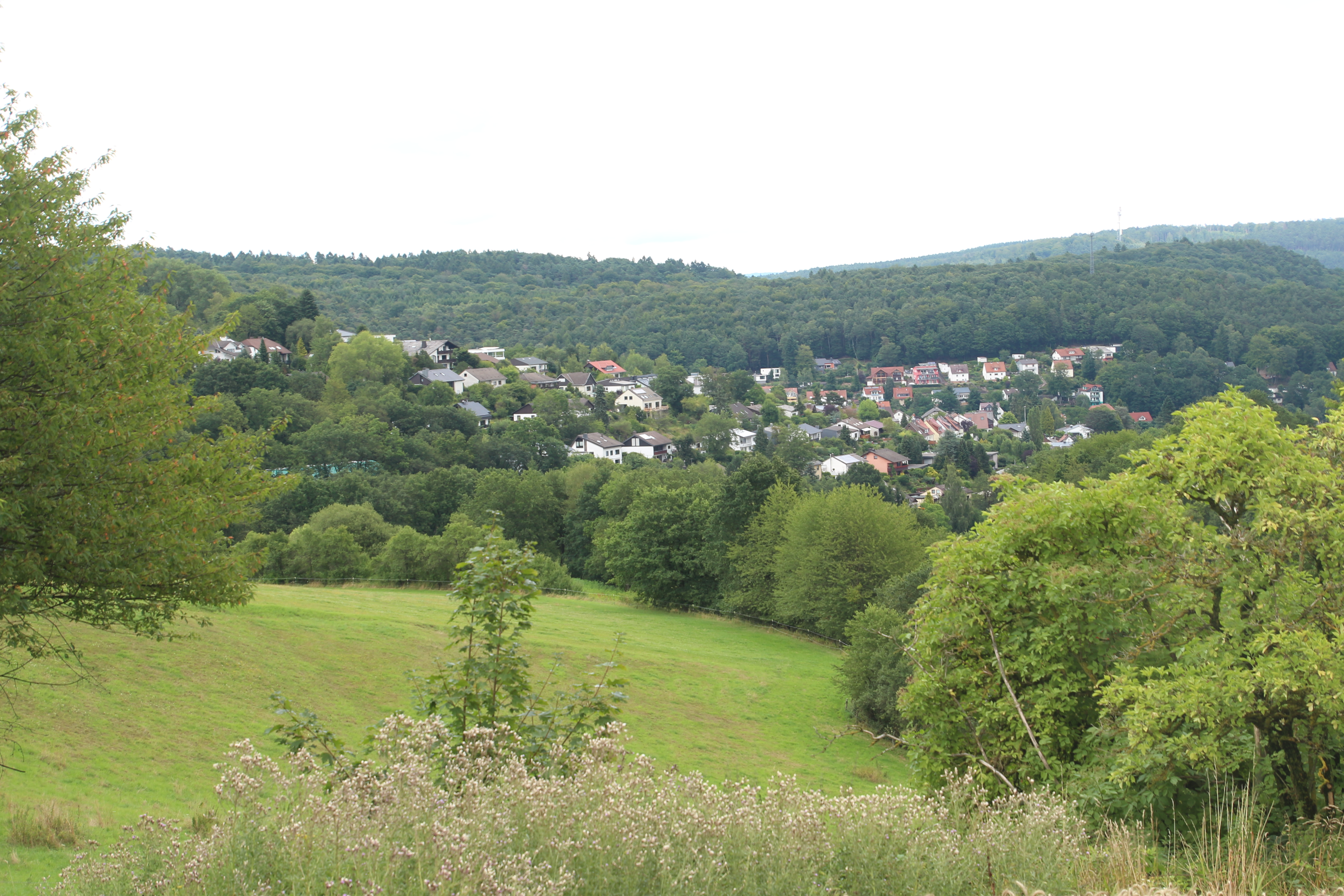
Marbach von Westen; rechts im Hintergrund der Annablick

Marbach war demgegenüber seit Anfang des 20. Jahrhunderts durch die Ansiedlung der Behringwerke begünstigt und hat sich vor und auch während der Gebietsreform lange gesträubt, nach Marburg eingegliedert zu werden und so einen Teil des vergleichsweise hohen Steuereinkommens zu teilen. Die Emil-von-Behring-Straße teilt das Behringwerk im Norden sowie einen kleinen Nordostteil ab, der Anschluss an den eigentlichen Grassenberg hat; der Großteil des Stadtteils liegt jedoch zwischen dem Dammelsberg im Südsüdosten und dem höheren Marburger Rücken mit dem Vogelheerd (370 m) im Nordnordwesten und reicht von der Behringstraße bis zum Rotenberg. Brunnenstraße und Höhenweg verbinden, wie auch der südrandliche Köhlersgrund, die beiden Randstraßen.

## Einrichtungen neuer Ortsbeiräte 2015
Seit ihrer Eingemeindung verfügten die 18 in den 1970er eingemeindeten Außenstadtteile über je einen Ortsbeirat genau im Umfange ihrer Gemarkung. Als für Ockershausen (nebst Stadtwald) ein Ortsbeirat eingerichtet wurde, wurde das ehemalige Gemeindegebiet sogar um die Ockershäuser Allee und von ihr abgehende Straßen, die Leopold-Lucas-Straße bis Haus Nr. 65 (und die letzten drei ungeraden Hausnummern am Bachweg) sowie den eigentlichen Tannenberg erweitert, nachdem nach der Eingemeindung das Gemarkungsgebiet gegenüber den alten Dorfgrenzen sogar verkleinert worden war, um die neu zu erschaffenden Schulen auf Marburger Gemarkung zu errichten. Alte Gemarkungsgrenze bis 1931 war der Unterlauf des Baches Teichwiesengraben gewesen, der in Höhe der Schützenpfuhlbrücke mündete und seit den 1960er Jahren hier unterirdisch kanalisiert ist. Auch der Richtsberg bekam einen Ortsbeirat, der für das Gebiet von Unterem und Oberem Richtsberg gilt, aber gegenüber den namentlichen statistischen Bezirken nicht die Hansenhäuser umfasst, da die Sonnenblickallee erst „ab Nr. 21“ gezählt werden solle, während das Hansenhaus links die Nummer 15 trägt und die letzte real existierende Adresse an dieser Straße die Nr. 17 ist.
Im Jahr 2015 beantragten Bürger von Oberstadt und Weidenhausen, für ihre Stadtteile ebenfalls Ortsbeiräte einzurichten. Da speziell die Stadtteilgemeinden dagegen mehrheitlich sehr deutliche Bedenken hatten, insbesondere weil sie eine Geringschätzung ihrer ehrenamtlichen Arbeit befürchteten sowie eine Einnahme durch politische Parteien, wurde im Mai 2015 eine Bürgerbefragung durchgeführt mit der zuzustimmenden oder abzulehnenden Aussage:

„Ich bin dafür, dass in Bereichen der Universitätsstadt Marburg, in denen es bislang keine Ortsbeiräte gibt, Ortsbeiräte eingerichtet werden.“

Da Zahl und Grenzen künftiger Ortsbezirke in der Innenstadt offen blieben, befürchtete die Arbeitsgemeinschaft der Stadtteilgemeinden, dass die Zugehörigkeit zu gewachsenen Stadtteilen durch eine neue Grenzziehung verloren gehen könnte. Ob ein weiterer Ortsbeirat für die gesamte Innenstadt eingerichtet würde oder – anderes Extrem – jeder Straßenzug einen eigenen Ortsbeirat wählen würde, bliebe völlig offen.
Die Abstimmungsbeteiligung fiel mit knapp 20 % eher gering aus, eine knappe (50,4 %) Mehrheit der Abstimmenden sprach sich gegen die Einrichtung von Ortsbeiräten aus, wobei nur die statistischen Bezirke Oberstadt, Weidenhausen, Campusviertel, Südviertel und Waldtal Mehrheiten für die Einrichtung von Ortsbeiräten aufwiesen. Kurioserweise wertete die Regierung aus SPD und Grünen das Ergebnis derart aus, dass sie genau für die vier sich für die Einrichtung von Ortsbeiräten aussprechenden statistischen Bezirke, und zwar in unveränderten Grenzen derselben, Ortsbeiräte einrichtete und zum 22. Oktober 2015 entsprechend die Hauptsatzung änderte – trotz deutlicher Proteste der Stadtteilgemeinden (und auch der CDU).

## Weblinks

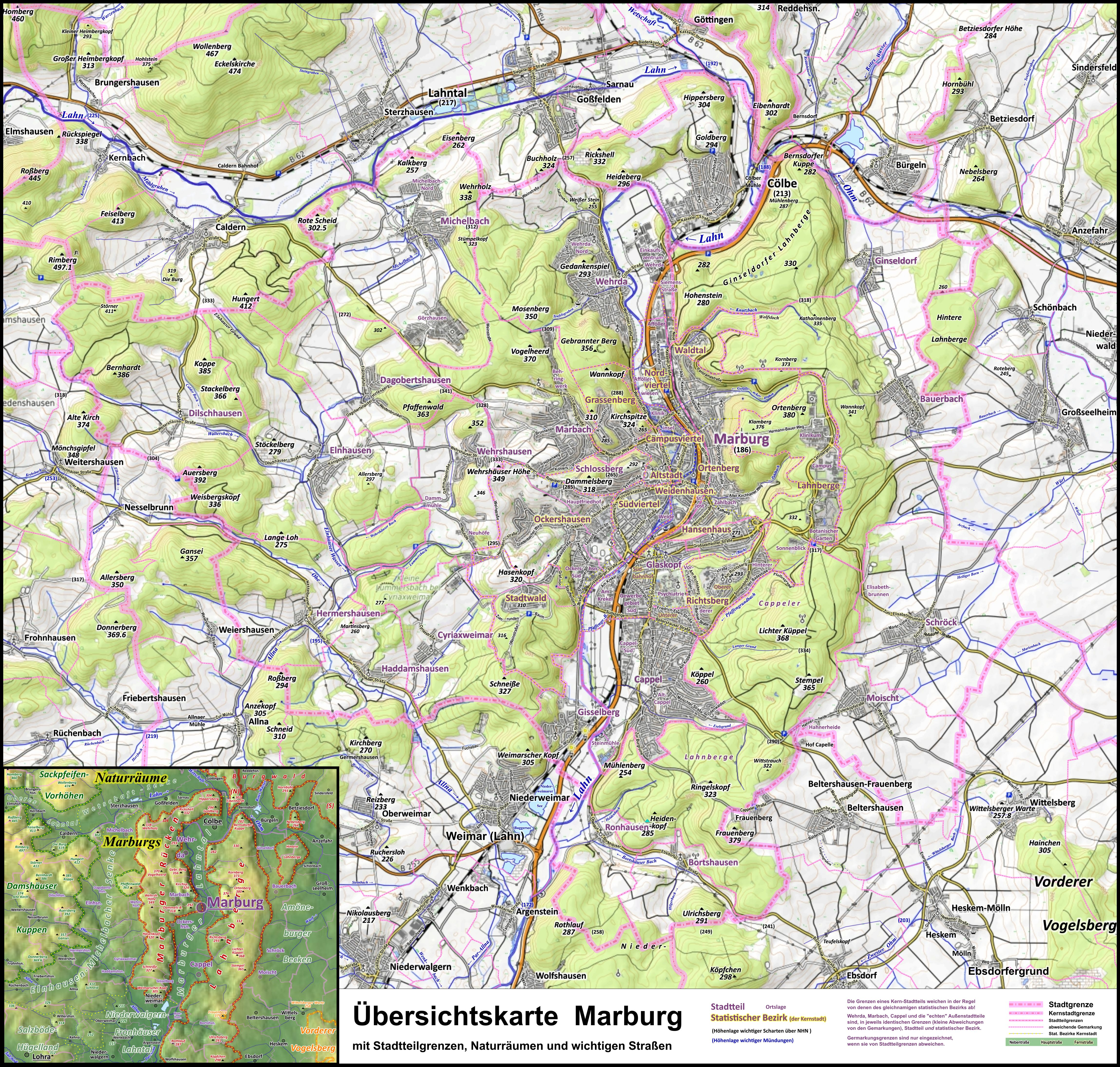
Stadtteilkarte mit flächenmäßigem Bebauungsgrad im Landkreis Marburg-Biedenkopf (2021)